# 大塚周夫
大塚 周夫（おおつか ちかお、1929年〈昭和4年〉7月5日 - 2015年〈平成27年〉1月15日）は、日本の声優、俳優、ナレーター。

## 生涯
劇団東芸、劇団俳優小劇場、芸能座などで活動し、その後、A&E を経て、最後は青二プロダクションに所属していた。東京アニメアワード2014「アニメ功労部門」を声優として受賞。

### 生い立ち
東京都世田谷区出身。4人兄弟であり、父親と兄が彫刻家という芸術一家であった。周夫が生まれつき体が弱いことを心配した母親と、戦前で情勢が悪化し未成年が繁華街を歩いていると問題になる中、放課後に新宿で遊ぶ口実を作りたいと考えた当時新宿高校に通っていた長兄の2人からダンスを習うように言われ、4歳から新宿区内のダンス教室に通っていた。小学1年生のころからダンサーを始める。

### キャリア

#### 俳優として
日本学園中学校・高等学校卒業。当初は上野の美術学校に通うことになっていたが、新宿第一劇場で芝居の実演を見て面白そうだと感じ、役者を志すようになる。戦争が始まると両親は九州に移り兄は出征したため、周夫は親類に預けられた。戦争で長兄を亡くし、中学生の時にダンスも中断せざるを得なかった。その間は工場で飛行機の部品作りの鋳造工をしていた。戦後中学卒業後も何をしていいかわからず、そんな時に水の江瀧子が劇団たんぽぽをしていたため、見に行っていた。板の上で気持ちよさそうに歌ったり踊ったりしており、「この世界いいなぁ、行こうかなぁ」と思った。4歳から11歳まで8年間ダンスをしていたことから、バッチリ上手いわけで、普通のジャズダンス、クラシックもしており、「じゃあダンサーになろう」ということで、昔のダンスの先生のツテを辿ってダンスの仕事を探していたわけであったという。その後、ダンスを再開し、進駐軍が来たため多くのダンサーが必要となり、ダンサーのオーディションを受けて合格し、キャンプや赤坂などのグランドキャバレーで踊っていた。学校卒業後、タップダンスやジャズダンスなどどんなダンスをするにしてもクラシックバレエが基本だということで、バレエを始めた。当時習っていたタップダンスは珍しかったことから友人4人と組み、バンバン踊り稼ぎ、ワンステージ4千円くらい稼いでいた。当時は相当の金額で100円で寿司が食えれたという。クラシックバレエの勉強では、帝国劇場に立ったこともあった。社交ダンスからタップダンスまで会得していたが、練習のやり過ぎで両脚が膝関節炎になり、医者から「結核菌が入ると一生曲がらなくなるからダンスはやめた方が良い」と助言されたため俳優への転向を図り、たまたま劇団員を募集していた劇団東芸に入団する。その頃、劇団東芸が『ファウスト』を上演していた時に、大塚が他に4人連れて、火の精の役できれいな赤い衣装を着て踊っていた。その時に知り合った人物から新派の作家が書いていた芝居『うやうやしき貪欲者』の中に登場していたすごく踊りの上手い用心棒の男役を「きみやらないか」と誘ってもらえた。その時、大塚は「よし、それじゃ、芝居の方をやろうかな」と思ったのがきっかけで役者を目指したという。東芸の後輩に、田の中勇、富田耕生、熊倉一雄、野沢雅子がいる。特技のタップダンスについては、時折スタジオや待合室で披露することもあった。
テレビ放送が開始される以前、民放のラジオもなく仕事がなかった頃は、大八車を引いて小学校をまわり、『桃太郎』や『浦島太郎』などの演劇の芝居だけが唯一の仕事だったという苦労が続いた時期があったと語っている。ラジオができてからは、NHKからガヤなどのエキストラとして仕事がくるようになったが、1年に1、2回ぐらいでギャラは700円だったという。その内民放ラジオが増えてきてラジオドラマなどの仕事がくると、やっと仕事が出来ると安堵し、嬉しかったと語っている。
36歳のとき、周夫が心酔していた演出家・俳優の早野寿郎から誘われて俳優小劇場に入団。その後テレビ放送が開始されると、中学時代にボクシングをやっていたことやジャズダンスを踊っていたその運動神経を活かして、スタントを交えたアクション映画の悪役の仕事に就く。特に丹波哲郎などに殴られて吹っ飛ぶアクションが上手く、殴った丹波が強そうに見えるということで、その演技にひかれた丹波本人から出演を依頼されることが多かった。

#### 声優として
劇団在籍中に、「外国映画のアテレコをやらないか」という話があった。その時に生放送のテレビドラマに多く出演しており忙しかったせいもあり、「冗談じゃない!他人の影の声なんかできるか」と言ってつっぱねていた。その時、劇団のある研究生の稼ぎ高の多いのがおり、アテレコをしていたという。「待てよ、あれだけの年季と技量であれだけの収入が…それにこれから外国映画のTV放映が増えるぞ」という気がしていた。その折にたまたま映画館で見たリチャード・ウィドマークの凄みのある芝居に惹かれ、それからは映画館でウィドマークの映画を朝から夜まで観てその芝居を研究し、日本で吹き替え放送が開始されてからは、各局にウィドマークの吹き替えをやらせてもらえるように頼んで回っていた。そして日本テレビの外画部が「ああいいよ。そんなことを言ってきたのは初めてだ」と頼みを聞き入れ、1963年10月13日に放送された『襲われた幌馬車』でウィドマークの吹き替えを担当することになった。
他の人物と比べて、2年くらい遅れてアテレコを始めたという。
声の仕事と平行して、舞台では小沢昭一らとの『しみじみ日本・乃木大将』『国語事件殺人辞典』（どちらも井上ひさし作）などに多数出演。またテレビ番組では、NHK大河ドラマやフジテレビ系ドラマの常連として知られた。
1971年に俳優小劇場が解散し小沢昭一が立ち上げた芸能座に移籍した後も、俳優として舞台やテレビドラマに出演していたが、63歳のときに体力が低下していると感じて舞台を引退する。さらに当時の個人マネージャーに多額のギャラをだまし取られていたことが判明し、それをきっかけに長年演技ができないタレントと共演することなど気持ちよくできなかったテレビ出演も一切やめ、声優業に専念することを決意し青二プロダクションに移籍。以後、数々の洋画吹き替え、アニメで活躍した。
2014年、第10回東京アニメアワード功労賞を受賞。

### 死去
2015年1月15日、青二プロダクションの新年会終了後に帰宅するために乗った地下鉄内で倒れ、虚血性心疾患のため東京都新宿区の病院で死去。85歳没。その新年会に出席する前に収録され、同年1月25日にテレビ東京系で放送されたバラエティ番組『1位じゃなくっていいじゃない』のナレーション収録が最後の仕事となった。このナレーション収録について周夫が「ナレーションではなく芝居をしてやった」と語っていたことが青二プロダクションなどによって報告され、番組の最後には白バックに黒字で「この番組が最後の作品となったナレーター故大塚周夫さんのご冥福をお祈りいたします」と追悼メッセージが流された。また同番組には大塚明夫も声で出演しており、最後の親子共演となった。
葬儀・告別式は1月23日に青山葬儀所で催され、喪主は長男・明夫が務めた。弔辞は野沢雅子と尼子騒兵衛が読み、その他に井上喜久子、田中真弓、平田広明、森田成一、山寺宏一、田中理恵ら250人が参列した。戒名は付けなかったとされる。

## 特色
役柄としては悪役だが、あまりにもセコいために、どことなく憎めないというような役柄を得意としており、恐いぐらいに悪に徹した悪役を演じても絶品で、重厚な脇役も数多かった。悪役から二枚目、三枚目まで、守備範囲だと語る。
アニメでの代表的なキャラクターは『ルパン三世 (TV第1シリーズ)』の石川五エ門、『ガンバの冒険』のノロイ、『美味しんぼ』の海原雄山といった重厚な演技、『ピーターパンの冒険』のフック船長、『ソニックシリーズ』のDr.エッグマン、『名探偵ホームズ』のモリアーティ教授、そして後述にある代表作の『ゲゲゲの鬼太郎（第1作）・（第2作）』のねずみ男や『チキチキマシン猛レース』、『スカイキッドブラック魔王』のブラック魔王といった、悪役に分類されるがコミカルな面から憎めないキャラクターの二つがある。一方で、『機動戦士ガンダム0083』のエイパー・シナプス艦長のような頭の切れるキャラクターや、『忍たま乱太郎』の山田先生（山田伝蔵）のような柔和な面をあわせ持つキャラクターも演じていた。『タイガーマスク二世』ではヒーロー物作品によくある、主人公の隣のギャグキャラと、悪の幹部を一人二役で演じた。
悪役などを演じるテクニックとして、「普段を悪く見せておいて、その人の人間的な温かいところをチラリチラリと見せる。そうすることによってキャラクターに幅がでてくるんですよ」と語っていた。『ソニックシリーズ』で共演した金丸淳一は周夫から「悪をやるにしても、ツッコミどころがあるようなものが魅力があるんだ」と教えてもらったという。
平成に入ってからは、鋭い言説で他人をたじろがせるような知識人的初老の男役が際立って多かった。海原雄山（『美味しんぼ』）、ヨラン・ペールゼン（『装甲騎兵ボトムズ』OVAシリーズ）、ビッグ・ボス（『メタルギアソリッド4』）、そしてアドルフ・ヒトラー（『ヒトラー 〜最期の12日間〜』）など、いずれの役も、劇中何らかの専門探求分野で名を馳せている首魁に位置づけられている人物である。
吹き替えではリチャード・ウィドマークをはじめ、チャールズ・ブロンソン、ジャック・パランス、ピーター・セラーズなどを持ち役とする。

## 人物・エピソード
親しい間柄からは「ちかさん」または「ちかちゃん」という愛称で呼ばれていた。長男は同じく俳優・声優の大塚明夫。伯父は彫塑家の渡辺長男、その弟で同じく彫塑家の朝倉文夫（周夫、明夫共に文夫の命名）。朝倉摂は一番近い従姉妹にあたる。
仕事に関しては非常に厳しい姿勢だが（後述）、茶目っ気あふれる愛嬌のある人柄から現場の空気を明るくする存在として、仕事仲間や後輩から慕われていた。趣味は人間観察とへら鮒釣り。
テレビがなかった時代、二枚目スターでない俳優は脇役でしか映画に出してもらえず、脇役は言われた役をできなかったら「やめちまえ」と言われるような厳しい世界だったが、そのおかげで演技力を磨いていったと語った。

### 仕事に対する姿勢
芝居に関しては自他ともに認めるほど熱心であり、80代を過ぎてなお丹念な人間観察を行いながら、自身の芸に磨きをかける努力を惜しまなかった。若い頃は、リアルな会話とはどういうことかを勉強するために小さなテープレコーダーを持って電車に乗り、乗客の声のトーンを研究した逸話がある。60歳を迎えたとき、「これからは老いを表現していかなければならない」と考えた。そこで70歳以上からしか会員になれないへら鮒釣りの会に、頼み込んで入会させてもらい、そこで自分より高齢の人たちを観察し勉強をしたと、野沢那智のラジオに出演した際に語っていた。
「人に好かれようとは一切考えない」「上にも下にも媚（）びない」人間であり、そうした昔気質な一面は息子である明夫にとって「追い風にもなり向かい風でもあった」という。
オーディションが嫌いでほとんど受けたことがなかった。『ピーターパンの冒険』のフック船長を演じる時に、一度だけしていたという。それ以降の作品は「フック船長の声優やった人にお願いします」ということで依頼が来たという。
移動は電車か徒歩である。車は「人間観察をしなくてはいけない俳優には不必要」と語ったことがある。
高齢のため入れ歯にしなくてはならなくなった際も、歯科医に何度も入れ歯を作り直させ、歯があったころと声の発音方法が変わらないように工夫したという。
「声優以前に俳優である」という姿勢を持ち、声優業はあくまでも俳優業の一つという意識を強く持っており、「声優という職業はない」と語ったこともある。このことは息子の明夫も後者の発言までは言っていないが守っている。ただし、他の人が「声優」という言葉を使うことに関しては抵抗はない。
ナレーション業が苦手で、アニメのアフレコも本音を言えば苦手であるということを語っている。前述のナレーションに関しては、「前提（職業などの設定）がないと自分がどこにいるかわからなくなるため」。アニメにおいては近年アフレコ時に絵が入らなくなった（完成していない）ことに不満を述べている。
自身の所属する青二プロダクションの新人育成傾向が声優専門に偏っていることには懸念を持っており、あえて若手の指導には当たっていなかった。ただし「人間なんてねずみ男みたいに時間が経てば、コロコロ考え方が変わってしまうもんだから、言ったことと逆のことをしているかもしれない」と語ったこともある。また、あるインタビューで「いっそのこと、スパルタ教育の"大塚塾"を開かれたらどうですか」と冗談で言われたときには全否定をし、「この歳になったから色々言っているだけで、役者がそんなことを言うべきではない」と主張している。

### アニメ作品について
『チキチキマシン猛レース』では原音で台詞がない部分が多く、演出の高桑慎一郎が「あんた、東京生まれだろう」と問いかけ、周夫がそうだと答えると「江戸弁でいっちゃおうよ」と言われたという。実際にやってみるとそれが好評で制作会社のハンナ・バーベラ・プロダクションの担当者から「どうぞご自由にやってください」と言われたこともあり、台詞がない部分にもアドリブで江戸弁をしゃべって埋めていったという。
『バビル2世』ではヨミを演じていたが、当時演じるのは絶対に悪い役だったことから「どうやったら冷たくて嫌味で毒のある悪役を演じられるか」と常に考えていた。そんな時、リチャード・ウィドマークがヒントになり、彼の演技を参考にして色々使った。大人になってから見ればヨミ、ノロイは翳のあるカッコイイ役だが、子供にとって見れば憎き敵だったことから昔は、「ヨミの声をやってます」と言っていたところあからさまに「えー」と嫌われた。その頃はもう40代であったことから、むしろそういう一癖も二癖もあるような役を好んで演じていたが、若い人物たちはそうではなく余計に、ワルなら「大塚だ」ということになったのかもしれないという。台本を読み込みどんどんヨミになっていき、そうしていたところ、しもべたちの存在が憎たらしく、本気で「また出てきやがった!」とムシャムシャしていた。悪役ばかり演じており、ヨミが「ほとんど最後の極悪キャラだ」と語り、そのうち「完全な極悪」は演じないようになっていった。悪役だが、そこに人間味を少し匂わすような役を演じるようになったという。
『タイガーマスク二世』では日の出スポーツデスクと宇宙プロレス連盟々主の二役を見事に演じ分けていたが、主人公の亜久竜夫 / タイガーマスク役の堀秀行はこれから学ばせてくれたと語っていた。
『忍たま乱太郎』の原作『落第忍者乱太郎』の原作者・尼子騒兵衛は中学の頃から周夫のファンであり、作品がアニメ化される際「伝蔵先生の声は大塚さんで」と指名でキャスティングされた。山田先生はコミカルで、「いつかそんな役がくるかもしれない」と女形の練習を密かにしていたという。土井先生役で共演している関俊彦は周夫から可愛がってもらったといい、収録の休憩時間に「演じる時に自分のうまさを見せつけてやろうとしては自分の喜怒哀楽を表現するだけで終わってしまう。必要なのは役の匂いを感じ取りそれを表現すること、些細な仕草も重要だし役が喋っていないところでどうしているかにまで心を砕くのが役者」なのだと言われたといい、役作りの本当の面白さはそういうところにあるんだと言われたことは心に刻んでいるという。またユキ役の國府田マリ子は新人の頃役作りに悩んでいた時、周夫から「マリ子、お前（ユキ）はお前のままでいい。そのまま演じればいい。作らなくていい。そのキャラクター（ユキ）がキャラクターでいればいいんだ。」という役者論を教わり忘れられないと語っていた。山田先生の息子である利吉役の岡野浩介は演じてまだ間もないころ、収録の合間に周夫から「格好つけてると格好よくならないんだよ」と言われた。キャラクターへの入り方やスタンスといった演技の根幹を教わり、言葉の最後に「な？」と言って岡野を見ながら笑ってくれたという。また、印象に残った出来事として「こいつ最近俺のマネするんだよー」と笑いながら言ってくれたことを挙げている。
難しかったのは『釣りバカ日誌』のスーさんで、映画版で三國連太郎がイメージを作りきっており、アニメの方とはキャラクターが違ったためその分難しかった。その後の三國のスーさんは周夫が演じていたスーさんのニュアンスを少し意識しており、「これは、盗まれたな」とピンと来ていたという。

### 吹き替え作品について
吹き替えでの担当俳優のお気に入りは、『事件記者コルチャック』で声を担当したダーレン・マクギャヴィンだという。音響演出家の佐藤敏夫によると音響側はOKを出していても自分が納得するまで「もう一回やろう」とやり直していたという。
佐藤によると、ドラマの現場では誰かがミスしても「あいつが落っこっちゃえば、次俺の番があるから」と誰も助けてくれないが、吹き替えの現場は誰かがオロオロしているとみんなで助けてくれるといい、「この現場はいいよなあ」とよく言っていたという。
持ち役のチャールズ・ブロンソンに関して、吹替を初めて担当した際、独特の声を表現するため、前日にブランデーやジンを飲み喉をわざと荒らしてアフレコに挑んだといわれていたが、とり・みき著『映画吹替王』の中で、「（略）あれはね、オーバー。ただ、前の日少しは飲んでも大丈夫っていう感じでね…だいたい毎日飲んでたけどね」と笑いも交えつつ、やんわりと訂正している。また、「ブロンソンには独特の間合いがある」とのことで、吹き替えを担当する役者にとっては非常に難しい存在であったと語っている。「ただ声を低くして、渋く喋っているだけじゃ駄目。彼の持つ雰囲気、また台詞と台詞の間（）など、彼の魅力を声で表現する場合、一番大切なのは台詞の最後の音を『半音』にすることを意識している」そうである。それにより「少ない台詞に言外の意味合いや雰囲気を持たせることができる」といっている。なお、半音にするという方法は市原悦子の独特なしゃべり方を観察して発見したそうである。ブロンソンの作品では、『ウエスタン』と『ストリートファイター』、それと『狼よさらば』が印象に残っているという。
俳優小劇場を解散し小沢昭一が芸能座を立ち上げたころ、井上ひさし脚本の舞台劇を年間2本で5年間で10本やろうという話になり、1ヶ月稽古で2か月地方公演というスケジュールだったため、東京での収録となる吹き替えの仕事ができず、その間に、持ち役であったブロンソンの吹き替えが森山周一郎の担当となったことに「悔しかった」と当時の思いを語った。なおその時期に森山がブロンソンを担当した映画『軍用列車』は、後のDVD収録の際にブロンソンに周夫を起用して改めて吹き替え音声を収録している。
リチャード・ウィドマークに関して、日本で吹替が始まる以前から彼の芝居を研究していたため、「日本の役者の中で誰よりも彼の芝居を知っている」と誇りをもっており、独特な笑い方や喋る際の癖などを完璧に覚えている、と自信があったという。。先述の通り、吹替については、周夫自ら各テレビ局の外画部に「ウィドマークの作品を買い付けた時は、彼の吹替をぜひやらしてください」と売り込んでおり、その姿勢が局側に好印象を残せたようで、ウィドマーク出演作の吹替収録の際、本当に声がかかったのが始まりで、合わない場合は使わなくて良いからと吹き替えたところ好評だったため、以後テレビ放送されたウィドマーク出演作を局またぎで多数担当した。このため、ウィドマークについては一部の例外を除き、出演作のほとんどを周夫が吹き替え、ウィドマークの遺作『トゥルー・カラーズ』まで担当している。
ウィドマーク出演作で好きな作品は『太陽に向って走れ』で、最後の最終弁論が5ページぐらい台詞があり、途中で間違えてまた頭から取り直したことがきつかった、と語った。周夫自身、ウィドマークの吹替の出来栄えに一定の自信を持っていたと思われ、ウィドマークの担当にたまたま違う声優が充てられたところ、激怒して現場まで行って、プロデューサーに「なんで俺じゃねえんだ」「あんな下手くそに喋らせやがって」などと詰め寄ったこともあるという。同じく持ち役としたブロンソンとウィドマークの比較について「演技のテクニックとしては、ウィドマークの方が上だと思いますね」と述べており、2人の俳優としての「武器」はそれぞれ異なっていたのでは、との見方を示している。
吹き替えが始まった頃は、ヘッドフォンもなく自分の役を覚え、モニターの俳優を見て自分の役がしゃべっているのを見つけて演じていたという。また、当時はテープ代が出演料の10倍と高価で、録り直す場合は最初から録り直し、最高で23時間かかったという。前述のとおり遅れてアテレコを始めたため、当初はうまく行かず、それを逆に利用して、「俺は知らないんだ」というセリフを「俺は知らねーんだよー」といったリアリズム調で切り込んでいった。このような演技で「面白い」と個性をアピールでき、その後、特殊な役の吹替で多く起用されることに繋がっていったという。
西部劇での吹替の仕事も数多く、納谷悟朗、山田康雄、小林清志、野沢那智らと共にテレビ洋画劇場のマカロニ・ウェスタン放映を支えた吹替役者の一人とされる。特に『続・夕陽のガンマン』でメインの3キャラクターを納谷、山田らと共演した日本語吹替（テレビ朝日『日曜洋画劇場』版）は高く評価されており、DVDソフト『セルジオ・レオーネ 生誕80周年記念 夕陽コレクターズBOX -日本語吹替完声版-』内の『続・夕陽のガンマン』ではテレビ放送でカットされた部分の吹き替えを、初回収録と変わらない声質で追加収録している。

### 息子・明夫との関係
長男・明夫が駆け出しの劇団員として苦しい生活を送っていた際には、声優の仕事を紹介したことがある。また、明夫が自身と同じく役者の仕事を始めたことに対しては「感性に生きる仕事を選んでくれたことは嬉しい」と語っている。一方で明夫曰く「弟は役者ではないので、『未だに親父と何を話していいか分からない』とよく言っている」とのことである。
息子たちに「（財産もないし）何も遺してやれなくてごめんなぁ」と語ったところ、明夫から「俳優として一番大切なものを遺してもらった」と言われる。周夫がそれは何かと問うと「血だ」と言われたことに感動し、嬉しかったと、インタビューなどでたびたび口にしている。
『荒野の七人』を飛行機の機内で上映することになっていた際、予算の都合上で吹き替えを担当した声優が呼べず、若い者を起用しようということになり、「自分の息子なら文句ないだろう」として、明夫がチャールズ・ブロンソンの吹き替えを担当したことがあるという。しかし吹き替えを担当した際、明夫の耳にはその場にいないはずである周夫の「違うなぁ」という声が聞こえてきたという。
また、明夫が赤ん坊のころに、母親が不在で周夫が今日中に読まないといけない台本を読んでいたという際に、明夫が大泣きしたため、「うるさい」との理由で押し入れに閉じ込められたことがあったとも語っている。このエピソードを明夫自身は「（役者としての父親が）そうするのも無理は無い」とし、「役者になっていなかったら（父親の）そういった心境も理解できなかっただろう」という趣旨のコメントした。
『ブラック・ジャック21』の第1話「医師免許が返る日」では明夫と共演している。その話で演じた医師会長の息子の名前を「明夫」と叫んでいる。これは当初、台本には「息子よ」という台詞が書かれていたが、「自分の息子のことを『息子』と呼ぶような親はいない」との周夫の指摘があり、製作者の判断で「明夫」と変更になったという。なお、この話では内海賢二も自身が演じた友引警部の息子の名前を「賢太郎（内海の長男の名前）」と呼んでいる。
『メタルギアシリーズ』では、ビッグ・ボス役を明夫とともに親子二代で演じている。また、同作の『4』では、アフレコをする際のモニタ映像でモーションアクターである明夫の芝居を見ながら、それに合わせて声をあてるという珍しい現象が起きた。
『バビル2世』では彼の演じたヨミ役を明夫が1992年版OVAで演じた。
『キングダム ハーツ バース バイ スリープ』ではマスター・ゼアノートとして出演。これは『キングダム ハーツ』でゼアノートのハートレスであるアンセムを演じた明夫と親子であることを意識したキャスティングである。
周夫の没後、持ち役の一部を明夫が引き継いでおり、明夫は「結構そういうのがあってね。『たぶん周夫さん枠なんだろうな』という仕事もあって、周夫さんぽくやってみると喜んでもらえたりする。調子に乗ってよくやるんだけど」と語っている。また「（父の）セリフ回しだったりとかが残っていて。そこを親父だったらどう演じるだろうと探っていって音に出してみると、親父がまだ生きているような、会えるような気がするんだよ」とも語っていた。

### ねずみ男
『ゲゲゲの鬼太郎（第1作）・（第2作）』で演じたねずみ男がお気に入りであり、人間の本質でもあるいい加減さを体現したキャラクターに共感を覚えると語っている。しかし、初めて演じた際は人間でもなく妖怪でもないという、あやふやなキャラクターを演じるにあたって「どこ行きゃいいんだ」と困ったという。また、ねずみ男を演じたおかげで、息子の明夫は学校で「小ねずみ男」などと呼ばれ、いじめられたという。
放送当時はもともと同じ劇団の野沢雅子や田の中勇がレギュラーとして入っていたこともあり、遠慮なくそれぞれ話し合いながらキャラクターを創り上げていけたという。また最初のころは、原作者の水木しげるが録音現場に来ていて、「先生、ここんとこ、こうしていいですか」と周夫が言うと水木が「ああ、面白いからやってみな」と原作にないアドリブなどを思うようにやらせてくれたという。「ねずみ男はなにやってもいいから。死んでもすぐ生き返らせるからね」と言われたとも言い、この言葉がねずみ男役をやりがいのある役にしてくれたという。
ねずみ男の声について、うんと調子よくやった方が面白いと考えハイトーンにしたといい、以前吹き替えでやった役のずる賢さと重なったという。ねずみ男のこと自体は気に入ってはいるものの、ハイトーンを維持するのは大変らしく、「くたびれたね、あれは」と語っている。野沢によると、当時のアフレコの際、周夫がねずみ男のパートをしゃべった後、後頭部をさすりながら「熱くて……」とこぼしていたとのこと。たびたびねずみ男がオネエ言葉になるのは台詞の印象を和らげるためであり、その技術は共演者の田の中勇に教わったという。
本人のねずみ男に対する分析は、「（ねずみ男の）本質は『自分で自分のことが大嫌いなヤツ』」であり、人間でも妖怪でもないということから、行き先や居場所をなくし、どんどん孤独化して寂しくなり、結果性格が悪質になっていくのだという。物事の善悪もわからないため、逆に言えば何が来ても彼にとっては恐怖はなく、「怖いのは鬼太郎だけ」と語っている。コミカルさを軽減した『墓場鬼太郎』では、その本質を見え隠れさせている。
「ねずみ男像」を必死で掘り下げたため、他の役者が演じているねずみ男について「絶対に僕と同じようなねずみ男はできない」と語るほど自信を持っていた。第3シリーズ制作時に声優陣が変更された際は残念な思いを抱いたものの、ねずみ男役を継ぐ富山敬に対しは「おもいっきりやって欲しい、ただ先代を越えるものを目指してもらいたい」と考えていたことを後に明かしている。
初代ねずみ男を演じた特別ゲスト出演として、鬼太郎第5シリーズにおいてはゲストキャラクターを二役演じている。そのうち一役の白山坊役は、毎回高木渉演じるねずみ男との絡みが多い役柄であった。また、この白山坊は第4シリーズでも周夫が演じている。
ラジオの『オールナイトニッポン』出演の際は、ねずみ男の声の調子でさまざまなことを語り、終始「俺はいい加減なんだから」と楽しんでいるような調子でねずみ男になりきっていた。また、同ラジオで特別に製作されたラジオドラマにおいては、久方振りにねずみ男を演じた。その後もNHKで放映された『鬼太郎が見た玉砕〜水木しげるの戦争〜』においては野沢ら第1シリーズのメンバーが演じている。ラジオ番組ではねずみ男を中心に多くのことを語っており、近年の若者に対して「ねずみ男はいけません」と告げたり、後に別の人間が演じていたねずみ男に対しても、短いながらも意見を述べていた。晩年もねずみ男役としてインタビューを受けると、毎回自分なりのねずみ男に対する見解を多く語っていた。
初代ねずみ男を演じた周夫であるが、当時バラエティ番組などにおいて鬼太郎の出演声優が呼ばれるという企画があった際にも、狂言回しであるねずみ男がピックアップされることは少なく、番組においてもあまり出演がなかった。代表作としても、以前は積極的に発表されにくかった。しかし『墓場鬼太郎』などの影響から、彼が初代ねずみ男を演じていたことが改めて世に知れ渡ることとなった。
息子の明夫は、「（父の）一番すごい仕事はねずみ男だと思っている」と語っている。ブラック魔王なども、このねずみ男あってのものだと分析し、本人も軽く同意した。また、いじめの材料にされたキャラであるが、逆に明夫は「ねずみ男を自分が演じて見たい」と冗談めかして言ったこともある。そして2017年の『映画 妖怪ウォッチ シャドウサイド 鬼王の復活』では、明夫がねずみ男の声を担当することとなった。

## 後任
周夫の降板および死後、持ち役を引き継いだ人物は以下の通り。なお、周夫の生前に引き継がれた『ルパン三世』の石川五ェ門（後任は井上真樹夫）や『ピーターパン』各作品（後任は内田直哉）などは含まない。
| 後任       | 役名                        | 概要作品                                    | 後任の初担当作品                           |
| ---------- | --------------------------- | ------------------------------------------- | ------------------------------------------ |
| 大塚明夫   | 山田先生（山田伝蔵）        | 『忍たま乱太郎』                            | 第23期第26話                               |
| 大塚明夫   | マスター・ゼアノート        | 「キングダム ハーツ シリーズ」              | 『キングダム ハーツIII』                   |
| 大塚明夫   | ピエモン                    | 『デジモンアドベンチャー』                  | 『デジモン新世紀』                         |
| 大塚明夫   | アポカリモン                | 『デジモンアドベンチャー』                  | 『共闘ことばRPG コトダマン』               |
| 大塚明夫   | アレーティア                | 『グランブルーファンタジー』                | 2022年6月20日更新以降                      |
| 大塚明夫   | リトルジョー二等兵          | 『戦略大作戦』                              | ムービープラス吹替完全版追加録音分         |
| 中村浩太郎 | ドクター・エッグマン        | 「ソニックシリーズ」                        | 『マリオ&ソニック AT リオオリンピック』    |
| 中村浩太郎 | Pr.ジェラルド・ロボトニック | 「ソニックシリーズ」                        | 『ソニック × シャドウ ジェネレーションズ』 |
| 近藤浩徳   | ワリオ                      | 「マリオシリーズ」                          | 『メイド イン ワリオ ゴージャス』          |
| 津嘉山正種 | ゴール・D・ロジャー         | 『ONE PIECE』                               | 第849話                                    |
| 咲野俊介   | ハム                        | 「トイ・ストーリーシリーズ」                | 『トイ・ストーリー4』                      |
| 岸野幸正   | 桃白白                      | 「ドラゴンボールシリーズ」                  | 『ドラゴンボールZ カカロット』             |
| 稲葉実     | ポール・カージー            | 『狼よさらば 地獄のリベンジャー』           | WOWOW吹替補完版追加録音分                  |
| 麦人       | クレオ・マクドゥーウェル    | 『星の王子 ニューヨークへ行く日本テレビ版』 | 『星の王子 ニューヨークへ行く2』           |

## 出演
太字はメインキャラクター。

### テレビドラマ
- 日真名氏飛び出す（1955年 - 1962年）
- ぽんぽこ物語[63]（1957年 - 1958年） - 魚徳
- 月光仮面第1部「どくろ仮面篇」・第2部「パラダイ王国の秘宝」（1958年 - 1959年） - 山本記者
- 小天狗小太郎（1960年）
- 七人の刑事（1961年 - 1979年）
- 俺ら次郎長（1961年 - 1962年）
- 連続テレビ小説（NHK）
  - あしたの風（1962年 - 1963年） - 哲夫
  - マー姉ちゃん（1979年） - 森田部長
  - 凛凛と（1990年） - 猪熊大五郎
  - かりん（1993年） - 大工の大さん
- 三匹の侍
  - 第1シリーズ（1963年 - 1964年） - やくざ
  - 第4シリーズ 第10話「群狼」（1966年） - 辰
- 大河ドラマ（NHK）
  - 花の生涯[64]（1963年） - 六造
  - 赤穂浪士（1964年） - 常八
  - 源義経（1966年） - 藤原忠清
  - 竜馬がゆく（1968年） - 才谷屋番頭
  - 国盗り物語（1973年） - 松永多左衛門
  - 元禄太平記（1975年） - 小山源五右衛門
  - 花神（1977年）
  - 徳川家康（1983年） - 夏目治貞
  - 山河燃ゆ（1984年） - 田沢
  - 武田信玄[19][64]（1988年）
  - 春日局[19]（1989年） - 杉原紀伊
  - 翔ぶが如く（1990年） - 丸山
  - 太平記[64]（1991年） - 土肥佐渡前司
- 特別機動捜査隊 第206話「大都会 前編」、第207話「大都会 後編」（1965年、NET）
- ウルトラQ 第10話「地底超特急西へ」（1966年、TBS系 / 円谷プロダクション）
- ウルトラマン（1966年、TBS系 / 円谷プロダクション）
  - 第4話「大爆発五秒前」
  - 第21話「噴煙突破せよ」
- 鉄道公安36号（NET）
  - 第167話「第三の容疑者」（1966年）
  - 第178話「闇を裂く警笛」（1966年）
  - 第196話「白銀は呼ぶ」（1967年）
- 快獣ブースカ（1966年 - 1967年、日本テレビ / 円谷プロダクション） - 鬼山先生
- ライオン奥様劇場 愛よふたたび（1967年、フジテレビ / 松竹） - 敬三郎
- NHK劇場　小さな世界（1967年11月16日） - 不動産屋A
- 風 第38話「刀の中の顔」（1968年、TBS系） - 貴嶋屋唐造
- キイハンター 第114話「乾杯! 殺人スコッチ」（1970年、TBS系） - 大曽根
- 天を斬る 第25話「春雷の中の女」（1970年、NET） - 家老
- ナタを追え（1970年、NHK） - 八百屋
- 怪奇十三夜 第5話「髑髏妻の怪」（1971年、日本テレビ） - 又蔵
- ライオン奥様劇場　徳川の夫人たち（1974年、フジテレビ / NMC） - 六条有純
- 銀座わが町（NHK総合テレビ）
- 日本の戦後第6回 くにのあゆみ 戦後教育の幕あき（1977年、NHK特集） - 馬場源六
- 松本清張シリーズ・天城越え（1978年、NHKドラマ） - 土建屋
- ぼくとマリの時間旅行（1980年、NHK） - 浪人
- 風神の門（1980年、NHK時代劇） - 米川堅物
- 戦後史実録シリーズ 空白の900分 -国鉄総裁怪死事件-（1980年、NHK） - 刑事
- 時代劇スペシャル 死をよぶ猫は金の爪　人形佐七捕物帖（1984年、CX） - 越後屋忠平
- Gメン'82（1983年、TBS） 
  - 第10話「燃えよ!香港少林寺」 - 蘇学傑（演：チャーリー・チャン）の声
  - 第11話「吼えろ!香港少林寺」 - 蘇学傑（演：チャーリー・チャン）の声
  - 第13話「赤いサソリVS香港少林寺」 - 楚国郷（演：チャン・タオ）の声
  - 第14話「香港の女必殺拳」 - 汪学忠（演：チャーリー・チャン）の声
- 宮本武蔵 (NHK新大型時代劇)（1984年、NHK） - 出淵孫兵衛
- 女殺油地獄（1984年、NHK） - 山伏
- 気になるあいつ（1985年、日本テレビ）
- 翔んでる警視（1986年、TBS）
- うちの子にかぎって…（1986年、TBS） - 森田正樹、諏訪秀夫
- ママはアイドル（1987年、TBS） - 鹿内校長
- ドラマスペシャル　夜明け前（1987年、NHK） - 桑作
- パパはニュースキャスター スペシャル（1987年、TBS） - 局長
- 松本清張サスペンス・六畳の生涯（1987年、読売テレビ） - 刑事
- 抱きしめたい!（1988年、フジテレビ） - 父親
- 北の海峡（1988年5月3日、NHK） - 二谷爺
- 愛しあってるかい!（1989年、フジテレビ） - 教師
- 晴のちカミナリ（1989年、NHK） - 支配人
- 忠臣蔵（1990年、TBS） - 進藤源四郎
- 予備校ブギ（1990年、TBS） - 大家
- 代議士秘書の犯罪（1990年、TBS） - 神主
- 自主退学（1990年、TBS） - 医者
- 悪魔をやっつけろ!（1990年、TBS） - 父親
- ADブギ（1991年、TBS） - 占い師
- 不連続爆破事件（1991年、TBS） - 管理人
- 学校へ行こう!（1991年、フジテレビ） - 教頭
- 素敵にダマして!（1992年、日本テレビ） - 大田原
- 東京エレベーターガール（1992年、TBS） - 大国印刷部長
- ビーナスハイツ（1992年、TBS） - 小松常務
- ダブル・キッチン 第6話（1993年、TBS） - 通りがかりの男性
- 素晴らしきかな人生（1993年、フジテレビ） - 横山校長
- 金曜ドラマシアター特別企画　秋の駅（1993年、フジテレビ） - 駅員
- 最高の片想い（1995年、フジテレビ） - 麻生千次
- ジューン・ブライド（1995年、TBS）- 縫製会社部長
- みにくいアヒルの子（1996年、フジテレビ） - 校長
- ナニワ金融道1（1996年、フジテレビ） - 高橋源次
- Dear ウーマン（1996年 東芝日曜劇場 TBS） - 海堂専務
- 土曜ドラマ ぜいたくな家族（1996年、NHK） - ハタさん
- 若葉のころ（1996年、TBS） - 運送会社社長
- ギフト（1997年、フジテレビ） - 宮戸大四郎
- 名探偵保健室のオバさん 第1話「連続切り裂き魔の謎」（1998年、テレビ朝日）
- 金曜エンタテイメント / 寿司、食いねェ!（1997年、フジテレビ）
- 亀中教師ご一行様（1998年、日本テレビドラマshin-D枠） - 校長
- 踊る大捜査線 秋の犯罪撲滅スペシャル（1998年、フジテレビ） - 銀行幹部
- 鬼太郎が見た玉砕〜水木しげるの戦争〜（2007年、NHK） - ねずみ男の声[65]

### 映画
- アナタハン島の眞相はこれだ!!（1953年、新大都映画）
- 蟹工船（1953年、現代ぷろだくしょん）
- BU・SU（1987年、東宝） - 客
- 砂の上のロビンソン（1989年）
- 東京夜曲（1997年)

### オリジナルビデオ
- 漂流姫（1986年、東宝）

### テレビアニメ
1963年
- 鉄腕アトム (アニメ第1作)（ヒラー総統、ヌーボー、ハムエッグ 他）

1964年
- 0戦はやと（宮本大尉）

1967年
- 黄金バット（キム）
- 悟空の大冒険（金角）
- リボンの騎士

1968年
- 怪物くん
- ゲゲゲの鬼太郎（第1作）（1968年 - 1969年、ねずみ男）
- サスケ（シコロ）
- 佐武と市捕物控（1968年 - 1969年、片目、横井拘庵、鬼火の源内、源太〈初代〉、権八郎）

1969年
- 海底少年マリン（司令）
- どろろ（ドキ）
- 忍風カムイ外伝（影）
- ムーミン（1969年 - 1972年、スティンキー、レナード、カゲミーロ） - 2シリーズ
- もーれつア太郎

1970年
- 昆虫物語 みなしごハッチ（ゴミ虫、ミヤマカミキリ、ハチ）

1971年
- あしたのジョー
- ゲゲゲの鬼太郎（第2作）（1971年 - 1972年、ねずみ男）
- のらくろ（オクメ）
- ふしぎなメルモ（古池教授、手品師、矢部社長）
- ルパン三世 (TV第1シリーズ)（1971年 - 1972年、石川五ェ門 他）

1972年
- 天才バカボン
- 隆一まんが劇場 おんぶおばけ（六さん）

1973年
- 赤胴鈴之助
- 空手バカ一代（1973年 - 1974年）
- ジャングル黒べえ
- ゼロテスター（バルギス）
- デビルマン（ドリムーン）
- ど根性ガエル
- バビル2世（1973年）（ヨミ）
- ワンサくん（タルホ）

1974年
- 小さなバイキングビッケ（いじわるスベン〈2代目〉）
- 荒野の少年イサム

1975年
- ガンバの冒険（ノロイ）

1976年
- ハックルベリィの冒険（ハックの父）

1977年
- 超人戦隊バラタック（1977年 - 1978年、ゴルテウス）

1978年
- 宇宙戦艦ヤマト2（バルゼー）

1979年
- 海底超特急マリンエクスプレス（クレジット）
- シートン動物記 りすのバナー（ノン）
- ジャン・バルジャン物語（ジャベール警視）

1980年
- フウムーン（レドノフ）
- ドラえもん（テレビ朝日版第1期）
- 燃えろアーサー 白馬の王子（ボスマン）

1981年
- 姿三四郎（檜垣源之助）
- タイガーマスク二世（1981年 - 1982年、日の出スポーツデスク、宇宙プロレス連盟々主）
- 鉄腕アトム (アニメ第2作)（ランプ）
- ブレーメン4 地獄の中の天使たち（老プレスト）

1982年
- 二死満塁（熊さん）

1983年
- ストップ!! ひばりくん!（素張田辰五郎）
- キャッツ・アイ

1984年
- 名探偵ホームズ（1984年 - 1985年、モリアーティ教授）

1986年
- 青春アニメ全集（喜兵衛、中北老人）

1987年
- 仮面の忍者 赤影（1987年 - 1988年、幻妖斎）
- ドラゴンボール（1987年 - 1988年、桃白白）

1988年
- 美味しんぼ（1988年 - 1993年、海原雄山） - 1シリーズ + 特別編2作品
- 新グリム名作劇場（死神）
- 闘将!!拉麵男（黒龍、ソドム）

1989年
- ピーターパンの冒険（フック船長）
- 藤子・F・不二雄アニメスペシャル SFアドベンチャー T・Pぼん（バルコム）

1991年
- 満ちてくる時のむこうに（ヴァイオレット）

1993年
- 忍たま乱太郎（1993年 - 2015年、山田伝蔵〈山田先生〉〈初代〉）

1994年
- ツヨシしっかりしなさい（老人）

1996年
- イーハトーブ幻想〜KENjIの春（父）
- ゲゲゲの鬼太郎（第4作）（白山坊）

1997年
- 金田一少年の事件簿（聖正景太郎）

1998年
- 突撃!パッパラ隊（1998年 - 1999年、白鳥沢愛）
- SHADOW SKILL -影技-（老人）
- Bビーダマン爆外伝（ごいんきょボン）
- MASTERキートン（アンドレイ・セミョーノフ）
- 遊☆戯☆王（リドリー・シェルダン）
- ロードス島戦記-英雄騎士伝-（バグナード）

1999年
- カウボーイビバップ（ロンデス）
- 神風怪盗ジャンヌ（警察署長）
- 週刊ストーリーランド（1999年 - 2000年、ナレーション、父、倉田、地主、殿様）
- Bビーダマン爆外伝V（ビーダマスター）
- ONE PIECE（1999年 - 2012年、ゴール・D・ロジャー / ゴールド・ロジャー〈初代〉） - 1シリーズ + 特別編テレビシリーズ

2000年
- ヴァンドレッド（じっちゃん）
- 勝負師伝説 哲也（2000年 - 2001年、房州）
- サクラ大戦TV（神崎定義）
- デジモンアドベンチャー（ピエモン、アポカリモン）

2001年
- ヴァンドレッド the second stage（ジン〈じっちゃん〉）
- 地球少女アルジュナ（老人）
- ナジカ電撃作戦（リカルド・カイデル）
- HELLSING（HELLSING卿）
- 爆転シュート ベイブレード（2001年 - 2003年、じっちゃん / 木ノ宮龍之介） - 3シリーズ

2002年
- 奇鋼仙女ロウラン（劉白鳳）
- 釣りバカ日誌（2002年 - 2003年、鈴木一之助）
- ラーゼフォン（六道翔吾）

2003年
- WOLF'S RAIN（店主）
- 銀河鉄道物語（アーベント駅駅長）
- THE ビッグオー second season（ロスコー・フィッツジェラルド）
- ソニックX（2003年 - 2004年、Dr.エッグマン）
- 高橋留美子劇場（堂本）

2004年
- エリア88（2004年版）（マッコイ）
- 銀河鉄道物語（駅長）
- ごくせん（黒田龍一郎）

2005年
- うえきの法則（鬼）
- おでんくん（客、アイビーの男、武男じいさん）
- ツバサ・クロニクル（2005年 - 2006年、タンバル） - 2シリーズ
- フルメタル・パニック! The Second Raid（マロリー卿）
- 名探偵コナン（設楽調一朗）
- MONSTER（ペドロフ）

2006年
- 怪 〜ayakashi〜 「化猫」（坂井伊行）
- N・H・Kにようこそ!（初老の男）
- Ergo Proxy（JJ本屋）
- 内閣権力犯罪強制取締官 財前丈太郎（今津博堂）
- ブラック・ジャック21（医師会長）
- まじめにふまじめ かいけつゾロリ（ルルー）

2007年
- エル・カザド（エンリケ）
- 機動戦士ガンダム00（イオリア・シュヘンベルグ）
- ゲゲゲの鬼太郎（第5作）（2007年 - 2009年、白山坊、黒雲坊）
- シグルイ（舟木一伝斎）
- 地獄少女 二籠（露木泰嗣）
- スパイダーライダーズ 〜よみがえる太陽〜（ブレイド）
- もっけ（澤田）
- レ・ミゼラブル 少女コゼット（ミリエル司教）

2008年
- スレイヤーズREVOLUTION（海賊の親分）
- ドラえもん（テレビ朝日版第2期）（シラー）
- 墓場鬼太郎（ねずみ男）

2009年
- 戦場のヴァルキュリア（ベルホルト・グレゴール）

2010年
- ぬらりひょんの孫（2010年 - 2011年、ぬらりひょん） - 2シリーズ

2011年
- Dororonえん魔くん メ〜ラめら（炎天狗）
- バカとテストと召喚獣にっ!（小畑）

2012年
- イクシオン サーガ DT（祭司）

2014年
- フューチャーカード バディファイト（2014年 - 2015年、父ドラゴン）

### 劇場アニメ
1971年
- アリババと40匹の盗賊（アリババ33世）
- ヤスジのポルノラマ やっちまえ!!（課長）

1974年
- マジンガーZ対暗黒大将軍（兜剣造）

1976年
- 長靴をはいた猫 80日間世界一周（ガリガリ博士）

1978年
- さらば宇宙戦艦ヤマト 愛の戦士たち（バルゼー）

1980年
- サイボーグ009 超銀河伝説（ガロ）
- 火の鳥2772 愛のコスモゾーン（バン）

1981年
- さよなら銀河鉄道999 アンドロメダ終着駅（ゲリラ隊長）

1982年
- FUTURE WAR 198X年（ストロガノフ艦長）

1983年
- クラッシャージョウ（マーフィ）
- パタリロ! スターダスト計画（シュゲルグ）

1984年
- SF新世紀レンズマン（バン・バスカーク）
- キン肉マン 奪われたチャンピオンベルト（オクトバスドラゴン）
- 劇場版 名探偵ホームズ 青い紅玉の巻/海底の財宝（モロアッチ）
- 少年ケニヤ（ゼガ）
- 冒険者たち ガンバと7匹のなかま（ノロイ）

1985年
- 銀河鉄道の夜（鳥捕り）
- ルパン三世 バビロンの黄金伝説（コワルスキー）

1986年
- アリオン（ハデス）
- キン肉マン 正義超人vs戦士超人（鉄仮面）
- 劇場版 名探偵ホームズ ミセス・ハドソン人質/ドーバー海峡（モリアーティ教授）
- 北斗の拳（ジャギ）
- 火の鳥 鳳凰編（真備）

1987年
- 王立宇宙軍 オネアミスの翼（グノォム博士）
- ダーティペア（ワッツマン）
- ドラえもん のび太と竜の騎士（祭司長）
- ほえろブンブン（ノラ）

1988年
- ドラゴンボール 摩訶不思議大冒険（桃白白）

1989年
- NEMO/ニモ（フリップ）

1990年
- チンプイ エリさま活動大写真（ビルーカス）

1991年
- ふしぎの海のナディア 劇場用オリジナル版（ギーガー）

1992年
- 機動戦士ガンダム0083 ジオンの残光（エイパー・シナプス）

1993年
- ぼのぼの（アライグマくんのお父さん）

1994年
- 三国志 完結編・遥かなる大地（司馬懿）
- ストリートファイターII MOVIE（老人）

1995年
- 2112年 ドラえもん誕生（ドルマンスタイン）
- MEMORIES「最臭兵器」（本部長）

1996年
- ウルトラマンカンパニー（ヤンゴ親分）
- 映画 忍たま乱太郎（山田伝蔵）

1999年
- 劇場版ポケットモンスター 幻のポケモン ルギア爆誕（長老）
- 名探偵コナン 世紀末の魔術師（乾将一）

2001年
- バンパイアハンターD（バルバロイ長老）

2002年
- クレヨンしんちゃん 嵐を呼ぶ アッパレ!戦国大合戦（兵庫助）
- ラーゼフォン 多元変奏曲（六道翔吾）

2004年
- クレヨンしんちゃん 嵐を呼ぶ!夕陽のカスカベボーイズ（オライリー）
- 劇場版 金色のガッシュベル!! 101番目の魔物（校長先生）
- 劇場版 NARUTO -ナルト- 大活劇!雪姫忍法帖だってばよ!!（マキノ監督）

2007年
- ねずみ物語 〜ジョージとジェラルドの冒険〜（長老レオポルト一世）

2008年
- 映画ドラえもん のび太と緑の巨人伝（シラー）

2009年
- 装甲騎兵ボトムズ ペールゼン・ファイルズ 劇場版（ヨラン・ペールゼン）

2011年
- 劇場版アニメ 忍たま乱太郎 忍術学園 全員出動!の段（山田先生）

2012年
- 虹色ほたる 〜永遠の夏休み〜（青天狗）

2013年
- キャプテンハーロック -SPACE PIRATE CAPTAIN HARLOCK-（総官）

2014年
- 名探偵コナン 異次元の狙撃手（マーク・スペンサー）

### OVA
1971年
- ルパン三世 パイロットフィルム（TV版）（銭形警部）

1985年
- エリア88（グエン・ヴァン・チョム）
- 装甲騎兵ボトムズ ザ・ラストレッドショルダー（ペールゼン）

1987年
- 魔龍戦紀（玄道法師）
- LILY-C.A.T.（ディック・ベリー）

1988年
- 小助さま力丸さま -コンペイ島の竜-（山田大八郎）
- ザナドゥ ドラゴンスレイヤー伝説（アゴラ）
- 装甲騎兵ボトムズ レッドショルダードキュメント 野望のルーツ（ヨラン・ペールゼン）
- 日本のおばけ話「絵からとびだしたねこ」（おしょう）

1989年
- アッセンブル・インサート（出門兇三郎）
- 極黒の翼バルキサス（ブーアン）
- 孔雀王（織田信長）

1990年
- THE八犬伝（赤岩一角）
- 新・チキチキマシン猛レース/ケンケンのフェンダーベンダー500（ブラック魔王）

1991年
- 機動戦士ガンダム0083 STARDUST MEMORY（エイパー・シナプス）
- 銀河英雄伝説（ルドルフ・フォン・ゴールデンバウム）
- 創竜伝（鎌倉の御前）

1992年
- うしおととら（とら）

1993年
- ジョジョの奇妙な冒険（ジョセフ・ジョースター）
- ブラック・ジャック（クロスワード・マナビス）

1994年
- プラスチックリトル（ミハイル・ディアギレフ）

1995年
- ジャイアントロボ THE ANIMATION -地球が静止する日（命の鐘の十常寺）
- 新海底軍艦（立花昌儀）
- 沈黙の艦隊（スタイガー）
- バイオ・ハンター（ト堂）
- 秘境探検ファム&イーリー（ガルフ）

1997年
- サクラ大戦 桜華絢爛（神崎忠義）

2000年
- ジョジョの奇妙な冒険 ADVENTURE（ジョセフ・ジョースター）

2001年
- まんがビデオ 墓場鬼太郎（ねずみ男）

2002年
- 高校鉄拳伝タフ（茨幻舟）

2006年
- HELLSING（2006年 - 2012年、先代ヘルシング卿） - 3作品

2007年
- 真救世主伝説 北斗の拳 ユリア伝（リュウケン）
- 装甲騎兵ボトムズ ペールゼン・ファイルズ（ヨラン・ペールゼン）

2010年
- 装甲騎兵ボトムズ 幻影篇（ヨラン・ペールゼン）
- ONE PIECE FILM STRONG WORLD EPISODE:0（ゴール・D・ロジャー）

2012年
- ルパン三世 Master File（鉄仮面）

### Webアニメ
- FLAG（2006年、ラ・ポー）

### ゲーム
2015年以降の一部出演作品は生前の収録音声を使用したライブラリ出演。
- TWISTED（ナレーション）（3DO）

1992年
- ライズ・オブ・ザ・ドラゴン（ジョニー・ウォン）※メガCD版

1993年
- イースIV The Dawn of Ys（殺戮王アレム）

1995年
- 空想科学世界ガリバーボーイ（リー10倍博士）※PCエンジン版、セガサターン版
- サイドポケット2 伝説のハスラー（ミネソタ・ファッツ）

1996年
- ストリートファイターII ムービー（老人）
- BSスーパーマリオUSAパワーチャレンジ（王様）

1997年
- エキサイトバイク ぶんぶんマリオバトル（ワリオ）
- スレイヤーズろいやる（フォッグ）
- ブシドーブレード（空蝉）
- マリア 君たちが生まれた理由（神田利一）

1998年
- AZEL -パンツァードラグーン RPG-（皇帝）
- SDガンダム GGENERATION（1998年 - 2025年、エイパー・シナプス、イオリア・シュヘンベルグ、ナレーション〈第1作〉） - 14作品
- 機動戦士ガンダム ギレンの野望（エイパー・シナプス）
- サクラ大戦2 〜君、死にたもうことなかれ〜（神崎忠義）
- ソニックアドベンチャー（Dr.エッグマン）
- 超鋼戦紀キカイオー（ゴルディバス）
- ブシドーブレード弐（空蝉）

1999年
- マリア2 受胎告知の謎（亜門京介）

2000年
- ガイアマスター〜神々のボードゲーム〜（ヤスツナ）
- さらば宇宙戦艦ヤマト 愛の戦士たち（バルゼー）
- サンライズ英雄譚R（ヨラン・ペールゼン）
- 北斗の拳 世紀末救世主伝説（ジャギ）
- ソニックシャッフル（Dr.エッグマン）

2001年
- ソニックアドベンチャー2（Dr.エッグマン、プロフェッサー・ジェラルド・ロボトニック）
- ソニックアドベンチャー2 バトル（Dr.エッグマン、プロフェッサー・ジェラルド・ロボトニック）
- From TV animation ONE PIECE グランドバトル!（ゴール・D・ロジャー）

2002年
- キングダム ハーツ（フック船長）
- ボクは小さい（アカマムシ）

2003年
- 機動戦士ガンダム めぐりあい宇宙（エイバー・シナブス）
- SUNRISE WORLD WAR Fromサンライズ英雄譚（シナプス、ベールゼン）
- ソニックアドベンチャーDX（Dr.エッグマン）
- ソニックバトル（Dr.エッグマン）
- ソニック ヒーローズ（Dr.エッグマン）
- 第2次スーパーロボット大戦α（エイパー・シナプス）
- 天誅 参（天来）
- 特打ヒーローズ 宇宙戦艦ヤマト 〜タイピング拡散波動砲〜（バルゼー、藤堂平九郎）
- ラーゼフォン 蒼穹幻想曲（六道翔吾）

2004年
- 宇宙戦艦ヤマト イスカンダルへの追憶（ルーギス）
- ACE COMBAT 5 THE UNSUNG WAR（ピーター・N・ビーグル特務少尉）
- キングダム ハーツ チェイン オブ メモリーズ（フック船長）
- 勝負師伝説 哲也 DIGEST（房州）
- ゼノサーガ エピソードII［善悪の彼岸］（セルギウス17世）
- ソニックアドバンス3（Dr.エッグマン）
- 鉄拳5（三島仁八）
- ドラゴンボール アドバンスアドベンチャー（桃白白）

2005年
- 宇宙戦艦ヤマト 暗黒星団帝国の逆襲（バルゼー）
- 餓狼伝 Breakblow（松尾象山）
- シャドウ・ザ・ヘッジホッグ（Dr.エッグマン、プロフェッサー・ジェラルド・ロボトニック）
- ソニック ラッシュ（Dr.エッグマン、エッグマンネガ）
- 第3次スーパーロボット大戦α 終焉の銀河へ（エイパー・シナプス）
- ドラゴンボールZ Sparking!（桃白白）
- ヘビーメタルサンダー（山田マスタツ）
- ロックマンゼロ4（ドクター・バイル）

2006年
- Another Century's Episode 2（エイパー・シナプス）
- うえきの法則 倒すぜロベルト十団!!（鬼）
- ソニック・ザ・ヘッジホッグ（Dr.エッグマン）
- ソニックライダーズ（Dr.エッグマン）
- 天外魔境 ZIRIA〜遥かなるジパング〜（ナメクジ仙人）
- ドラゴンボールZ Sparking! NEO（桃白白）
- ファイナルファンタジーXII（シドルファス・デム・ブナンザ〈シド〉）

2007年
- 餓狼伝 Breakblow Fist or Twist（松尾象山）
- キングダム ハーツ Re:チェイン オブ メモリーズ（フック船長）
- シャイニング・フォース イクサ（ガンテツ）
- ソニックと秘密のリング（シャフリヤール王）
- ソニック ラッシュ アドベンチャー（Dr.エッグマン、エッグマンネガ）
- ドラゴンボールZ Sparking! METEOR（桃白白）
- マリオ&ソニック AT 北京オリンピック（Dr.エッグマン）※ゲスト出演
- ロストオデッセイ（ゴッツァ王）

2008年
- 戦場のヴァルキュリア（ベルホルト・グレゴール）
- ソニックライダーズ シューティングスターストーリー（Dr.エッグマン）
- ソニック ワールドアドベンチャー（Dr.エッグマン）
- ドラゴンボールDS2 突撃!レッドリボン軍（桃白白）
- METAL GEAR SOLID 4 GUNS OF THE PATRIOTS（ビッグ・ボス）

2009年
- アイテムゲッター 〜僕らの科学と魔法の関係〜（ロイド・スタインブレイン）
- ドラゴンボール 天下一大冒険（桃白白）
- マリオ&ソニック AT バンクーバーオリンピック（Dr.エッグマン、エッグマンネガ）

2010年
- キングダム ハーツ バース バイ スリープ（マスター・ゼアノート）
- ソニック&セガ オールスターズ レーシング（Dr.エッグマン）
- ソニック カラーズ（Dr.エッグマン）
- ソニック フリーライダーズ（Dr.エッグマン）
- NO MORE HEROES 英雄たちの楽園（ドクター・ピース）

2011年
- 機動戦士ガンダム オンライン（シナプス）
- 戦場のヴァルキュリア3 -Unrecorded Chronicles-（ベルホルト・グレゴール）
- ソニック ジェネレーションズ（Dr.エッグマン）※モダンバージョン・クラシックバージョンの両方を担当。
- テイルズ オブ エクシリア（マクスウェル）
- 鉄拳タッグトーナメント2（三島仁八）

2012年
- アスラズ ラース（七星天カルロ）
- Kinect スター・ウォーズ（ドゥークー伯爵）
- Kinect ラッシュ: ディズニー/ピクサー アドベンチャー（ハム）
- キングダム ハーツ 3D ［ドリーム ドロップ ディスタンス］（マスター・ゼアノート）
- 幻想水滸伝 紡がれし百年の時（ルガト・ルガム）
- ソールトリガー（ナハトガル、ナレーション）
- テイルズ オブ エクシリア2（マクスウェル）
- DEAD OR ALIVE 5（ゲン・フー）
- ワンピース ROMANCE DAWN 冒険の夜明け（ゴール・D・ロジャー）

2013年
- シャイニング・アーク（バッカス）
- ソニック ロストワールド（Dr.エッグマン）
- デジモンアドベンチャー（ピエモン、アポカリモン）
- DEAD OR ALIVE 5 ULTIMATE（ゲン・フー）

2014年
- キングダム ハーツ HD 2.5 リミックス（マスター・ゼアノート）
- グランブルーファンタジー（2014年 - 2017年、アレーティア〈初代〉）
- ソニック&オールスターレーシング トランスフォームド（Dr.エッグマン）
- ソニックトゥーン（Dr.エッグマン）
- ドラゴンボールヒーローズ（2014年 - 、桃白白、サイボーグ桃白白） - 4作品
- ONE PIECE 超グランドバトル! X（ゴール・D・ロジャー）

2015年
- ドラゴンボールZ 超究極武闘伝（桃白白）
- DEAD OR ALIVE 5 LAST ROUND（ゲン・フー）

2016年
- 戦場のヴァルキュリア リマスター（ベルホルト・グレゴール）
- マリオ&ソニック AT リオオリンピック（エッグマンネガ）

2019年
- キングダム ハーツIII（マスター・ゼアノート） - 大塚明夫とダブルキャスト
- スーパードラゴンボールヒーローズ ワールドミッション（桃白白）
- マリオ&ソニック AT 東京2020オリンピック（エッグマンネガ）

2021年
- ソニック カラーズアルティメット（Dr.エッグマン）

### ドラマCD
- アドルフに告ぐ（赤羽警部）
- うえきの法則 The Low Of Drama! 容疑者・植木耕助の法則（鬼）
- うしおととら オリジナルアルバム（とら）[147]
- カオス レギオン（教団高官）
- 機動戦士ガンダム0083 CDシネマ ルンガ沖砲撃戦
- 角川mini文庫 CLAMP学園探偵団 〜誕生!CLAMP学園探偵団〜（社長）※アニメ版では同役を大塚明夫が担当。
- シャーロック・ホームズシリーズ：まだらの紐（ロイロット博士）
- 集英社カセットコミックシリーズ 花の慶次 -雲のかなたに-（豊臣秀吉）
- 新海底軍艦 -鋼鉄の鼓動 STORY EDITION-（立花昌儀）
- 戦場のヴァルキュリア ドラマCD 第1章（ベルホルト・グレゴール）
- 沈黙の艦隊 ヴァーチャルサウンドムービー
- 東京ディズニーランド ミュージックアルバム ASIN: B0019CLK1G
- 忍たま乱太郎 忍たまファミリー大集合
  - 忍たま乱太郎 ドラマCD 三の段（山田伝蔵）[19]
- ぬらりひょんの孫（ぬらりひょん）
- バビル2世 テレビアニメーション・ドラマシリーズ
- 封殺鬼 影喰らい（鳥羽上皇、語り）
- ブロンソンズのCD『スーパーマグナム』より『マンダム〜男の世界〜』（チャールズ・ブロンソンの声）
- 名探偵ホームズ（ジェームズ・モリアーティ教授）[16]
- ゆうきまさみ文化学院 鉄腕バーディー CDシネマスペシャル（出門兇三郎）
  - ゆうきまさみ文化学院 ラブリー・ブラッド CDシネマ（出門兇三郎）
- VOMIC ぬらりひょんの孫（ぬらりひょん）
- REMASTERED TRACKS ROCKMAN ZERO Physis（バイル）

### 吹き替え

#### 俳優
- アルバート・フィニー
  - エリン・ブロコビッチ（エド・マスリー）※テレビ朝日版
  - ボーンシリーズ（アルバート・ハーシュ）
    - ボーン・アルティメイタム[162] ※ソフト版
    - ボーン・レガシー
- ヴラデク・シェイバル
  - 謎の円盤UFO UFO大編隊接近中（ダグ・ジャクソン）
  - プロテクター電光石火 脱獄25万ドル（サンダー・カロレオン）
- クリス・クリストファーソン
  - 沈黙の断崖（オーリン）※テレビ朝日版
  - ブレイドシリーズ（ウィスラー）※テレビ東京版
    - ブレイド
    - ブレイド2
    - ブレイド3

  - ペイバック（ブロンソン）※テレビ朝日版
- ジャック・パランス
  - オクラホマ巨人（ヘルマン）※機内上映版
  - クライシス2050（トラビス）
  - 軽蔑（ジェレミー・プロコシュ）
  - 攻撃（ジョー・コスタ中尉）
  - コップス&ロバーソン（ジェイク・ストーン）
  - シティ・スリッカーズ（カーリー[163]）※ビデオ版
  - シティ・スリッカーズ2/黄金伝説を追え（デューク・ウォッシュバーン）
  - 0011ナポレオン・ソロ対シカゴ・ギャング（ルイス・ストラーゴ）
  - デッドフォール（イブ・ペレ[164]）※テレビ朝日版
  - ドラゴン爆破指令（英語版）（リック・マスターズ）
  - トワイライトゾーン 最終章/ロッド・サーリング・スペシャル（英語版）（ジェレミー・ウィートン）
  - バットマン（カール・グリソム）※テレビ朝日版
  - バッファロー・ガールズ/カラミティ・ジェーンの半生（バートル・ボーン）※NHK版
  - プロフェッショナル（ジーザス・ラザ）
  - ヤングガン（マーフィ）
  - ラスベガス強奪作戦（ダグラス）
- ジョン・ハート
  - インモータルズ -神々の戦い-（老ゼウス[165]）
  - 裏切りのサーカス（コントロール[166]）
  - コンタクト（S・R・ハデン[167]）
  - ジム・ヘンソンのストーリーテラー（ストーリーテラー）
  - スノーピアサー（ギリアム[168]）
- ダーレン・マクギャヴィン
  - ゴリラ（ハリー・シャノン[169]）※TBS版
  - 事件記者コルチャック（カール・コルチャック[170]）
  - ナチュラル（ガス・サンズ）※テレビ朝日版
  - 紐育ウロチョロ族（マイク・デイモン）
- チャールズ・ブロンソン[38]
  - アドベンチャー（英語版）（ジョッシュ・コーリー[6]）※フジテレビ版
  - 雨のニューオリンズ（J.J.）※日本テレビ版（DVD収録）
  - 雨の訪問者（ハリー・ドブス）※日本テレビ版（BD収録）
  - いそしぎ（コズ・エリクソン）
  - ウエスタン（ハーモニカ[171]）
  - 狼の挽歌（ジェフ・ヘストン[172]）※テレビ朝日版（BD収録）、TBS版（BD&DVD収録）
  - おませなツインキー（スコット）
  - キング・オブ・コップ（ポール・ファイン）※ビデオ・DVD版（DVD題はマグナム・コップ）
  - 軍用列車（ジョン・ディーキン）※DVD版
  - 恋のKOパンチ（リュー・ナイアック）
  - 荒野の七人（オライリー[173]）※テレビ朝日版（ソフト収録）
  - COP コップ（ポール・フェイン）※ビデオ版
  - コンバット!/爆破命令（ベラスケス伍長）
  - 殺人鬼（レオ・ケスラー）※テレビ朝日版
  - さらば友よ（フランツ・プロップ）※フジテレビ版（思い出の復刻版BD収録）
  - さらばバルデス（バルデス）※テレビ朝日版（BD収録）
  - サン・セバスチャンの攻防（テクロ）
  - 地獄で眠れ（ホランド）※テレビ朝日版 - ビデオ・DVD版と編集に違いあり
  - シンジケート（ルウ・トリー）※テレビ朝日版
  - ストリートファイター（チェイニー[174]）※テレビ朝日版（DVD収録）
  - セント・アイブス（レイモンド・セント・アイブス）※フジテレビ版・テレビ朝日版
  - 空飛ぶ戦闘艦（ジョン・ストロック）※テレビ東京版
  - 大脱走（トンネル王 ダニー少尉[175]）※フジテレビ版（ソフト収録）
  - 戦うパンチョ・ビラ ※フジテレビ版
  - デス・ウィッシュ シリーズ（ポール・カージー）
    - 狼よさらば ※テレビ朝日版（DVD収録）[176]
    - ロサンゼルス※日本テレビ版、テレビ朝日版（DVD収録）[177]
    - スーパー・マグナム ※テレビ朝日版[178]
    - バトルガンM‐16 ※テレビ朝日版
    - 狼よさらば 地獄のリベンジャー ※テレビ東京版

  - テレフォン（ボルゾフ少佐）※フジテレビ版
  - 逃亡者 #107「愛の価格」（ラルフ・スカイラー）
  - 独立騎兵隊（ハンナ兵卒）※TBS版
  - 特攻サンダーボルト作戦（ダン・ショムロン准将）※フジテレビ版（DVD収録）
  - バラキ（ジョゼフ・ヴァラキ）※テレビ朝日版（ソフト収録）
  - バルジ大作戦（ウォレンスキー少佐）※テレビ朝日版（DVD収録）、フジテレビ版
  - 必殺マグナム（ジャック・マーフィー）※フジテレビ版
  - ブレイクアウト（ニック・コルトン[179]）※テレビ朝日版（DVD収録）
  - ヴェラクルス（ピッツバーグ[180]）
  - マードックの拳銃（マードック）※テレビ東京版
  - マッド・ギャリソン（英語版）（ジェブ隊長）※テレビ東京版
  - ミステリーゾーン3 #1「最后の二人」
  - メッセンジャー・オブ・デス（ガー・スミス）※テレビ朝日版
  - 夜の訪問者（ジョー・マーティン[181]）※日本テレビ版（DVD収録）
  - レッド・サン（リンク・スチュアート）※機内上映版、テレビ東京版（ソフト収録）
- チャック・コナーズ
  - 大いなる西部（バック・ヘネシー）※テレビ朝日旧録版（HDリマスター版DVD収録）
  - 殺し屋ハリー/華麗なる挑戦（マーヴィン・ザッカーマン）※テレビ朝日版（DVD収録）
  - ソイレント・グリーン（タブ・フィールディング）※フジテレビ版
  - デビルズ・ゾーン（スローセン[182]）※テレビ東京版（BD収録）
  - びっくりスリル・ショー（本人）
  - 復活の日（マクラウド艦長）
- ハーヴェイ・カイテル
  - コップランド（レイ・ドンラン[183]）※ソフト版
  - フロム・ダスク・ティル・ドーン（ジェイコブ・フラー）※ソフト版
  - リトル★ニッキー（サタン）
- ピーター・セラーズ
  - 暗闇でドッキリ（ジャック・クルーゾー警部）※テレビ朝日版
  - 博士の異常な愛情（ドクター・ストレンジラブ）※テレビ朝日版（デラックスエディションBlu-ray収録）
  - ピンクの豹(ジャック・クルーゾー警部）※テレビ朝日版
  - マリアンの友だち（ヘンリー・オリエント）
  - ロリータ（クレア・クイルティ）
- ボブ・ホスキンス
  - スノーホワイト（森の番人ミューア[184]）
  - ドゥームズデイ（ビル・ネルソン[185]）
  - パリ、ジュテーム（ボブ・ホスキンス）
- リチャード・ウィドマーク[94]
  - 愛のトンネル（オーガスト・プール）
  - 赤い空（クリフ・メースン）
  - 悪の花園（フィスク）
  - 悪魔の性キャサリン（英語版）（ジョン・ヴァーニー）
  - あしやからの飛行（グレン・スティーヴンスン）
  - あの高地を取れ（ライアン軍曹）
  - アラモ（ジム・ボウイ[186]）
  - アルバレス・ケリー（トム・ロシター大佐）
  - 暗黒街の特使（英語版）（エメット・トールビー）※東京12チャンネル版
  - 暗黒の恐怖（クリント・リード）
  - 暗殺者を撃て（サム）※テレビ朝日版
  - オーロラ殺人事件（オットー・ゲラン）
  - 黄金の賞品（ジョー・ローレンス軍曹）
  - 襲われた幌馬車（コマンチ・トッド）※フジテレビ版（DVD収録）、日本テレビ版（初のウィドマークの吹き替え）
  - オリエント急行殺人事件（ラチェット）
  - 折れた槍（ベン・デヴロー）
  - 合衆国最後の日（マッケンジー将軍）
  - カリブの熱い夜（フジテレビ版）（ベン・キャクストン）
  - ガンファイターの最後（フランク・パッチ）
  - 駆逐艦ベッドフォード作戦（エリック・フィンランダー艦長）
  - 蜘蛛の巣（スチュワート・マッカイヴァー）※東京12チャンネル版
  - 刑事ブロック（マックス・ブロック警部補）
  - 刑事マディガン（ダン・マディガン）※テレビ朝日版（BD収録）
  - 刑事マディガン TVシリーズ（ダン・マディガン）
  - 拳銃の罠（ラルフ・アンダースン）
  - ゴーストタウンの決斗（クリント・ホリスター）
  - コーマ（ドクター・ハリス）
  - 最後のガンファイト（ウィル・スペンス）※NHK版
  - 地獄と高潮（アダム・ジョーンズ）
  - 地獄の戦場（カール・アンダースン中尉）
  - 死の接吻（トミー・ユードー）※フジテレビ版
  - シャイアン（トーマス・アーチャー大尉）
  - スウォーム（サリアス・スレイター将軍 [187]）
  - 西部野郎奮戦記（英語版）（パタン）※東京12チャンネル版
  - 大西部への道（エヴァンス[188]）
  - 太陽に向って走れ（マイク・ラティマー）
  - トゥルー・カラーズ（ジェームズ・スタイルズ上院議員）
  - ドミノ・ターゲット（マーヴィン・タッグ[189]）
  - 長い船団（ロルフ）
  - 情無用の街（アレック・スタイルズ）※テレビ朝日版
  - ニュールンベルグ裁判（タッド・ローソン）
  - ノックは無用（ジェッド）
  - 廃墟の群盗（デュード）
  - 馬上の二人（ジム・ゲーリー中尉）
  - ハンキー・パンキー（英語版）（ランサム）
  - 秘密諜報機関（英語版）（マイケル・レイノルズ）※テレビ朝日版
  - ファイナル・オプション（カリー国務長官）※ソフト版、テレビ朝日版（BD収録）
  - フロッグメン（英語版）（ジョン・ローレンス少佐）※東京12チャンネル版
  - 街の野獣（ハリー）
  - モンゴル第一騎兵隊（英語版）（サミュエル・T・マクヘイル）
  - ロッキーの英雄/伝説絶ゆる時（英語版）（レッド・ディロン）※TBS版
  - ワーロック（ギャノン）※NET版、テレビ朝日版（テレビ吹替音声収録版DVD収録）
- ロバート・デュヴァル
  - ウォルター少年と、夏の休日（ハブ・マッケーン）※テレビ東京版
  - ロンサム・ダブ 〜モンタナへの夢〜（ガス・マクレー）
  - ワイルド・レンジ 最後の銃撃（ボス・スピアマン[190]）
- R・リー・アーメイ
  - ザ・リベンジャー（ルーク保安官）
  - セブン（警部）※ソフト版
  - テキサス・チェーンソー（ホイト保安官）
  - テキサス・チェーンソー ビギニング（ホイト保安官）
  - リービング・ラスベガス（カウンターの男）

#### 映画
- 愛の落日（トーマス・ファウラー〈マイケル・ケイン〉）
- ナイト・オブ・ザ・リビングデッド
- アウトロー（ゼック〈ヴェルナー・ヘルツォーク〉）
- 暁前の決断（タイガー〈ハンス・クリスチャン・ブレヒ〉）
- 悪魔の沼（ジャッド〈ネヴィル・ブランド〉）
- アダムス・ファミリー オリジナル版（ラーチ[191]〈テッド・キャシディ〉）
- アダムス・ファミリー サン 再結集（ラーチ[191]〈カレル・ストルイケン〉、ウォルター・アダムス〈レイ・ウォルストン〉）
- 悪漢探偵（コージャック警部/アルバート〈カール・マック〉）
- あやしい奴ら!（マックス・ミューラー〈ジャック・レモン〉）
- アラバマ物語（ボブ・ユーエル〈ジェームズ・アンダーソン〉）※テレビ朝日版
- 阿羅漢（少林寺官長）※ソフト版
- アラビアのロレンス（アレック・ギネス）※テレビ朝日版
- アルゴ探検隊の大冒険（ペリアス〈ダグラス・ウィルマー〉）
- インカ王国の秘宝（ハリー・スティール〈チャールトン・ヘストン〉）
- ヴィクトリア女王 世紀の愛（ウィリアム4世〈ジム・ブロードベント〉[192]）
- ウォール・ストリート（ジュリー・スタインハルト〈イーライ・ウォラック〉[193]）
- 動く標的（保安官〈ハロルド・グールド〉）
- ウルヴァリン:X-MEN ZERO（マンソン将軍）
- エイリアン・ネイション（ウィリアム・ハーコート〈テレンス・スタンプ〉）※テレビ朝日版
- エクソシスト（キンダーマン警部〈リー・J・コッブ〉）※日本テレビ版
- エバー・アフター（レオナルド・ダ・ヴィンチ〈パトリック・ゴッドフリー〉）
- エマニュエル（ロドリゴ〈ジェラール・ディミグリオ〉）
- オセロ（公爵〈ガブリエーレ・フェルツェッティ〉）
- 怪奇!吸血人間スネーク（カール・ストーナー博士〈ストローザー・マーティン〉[194]）
- 怪人フー・マンチュー/連続美女誘拐事件（フー・マンチュー〈クリストファー・リー〉）※NET版
- 片腕ドラゴン（チョウ〈ティエン・イー〉）
- 兜 KABUTO（バスコ神父〈ノーマン・ロイド〉）
- カリフォルニア・ドールズ（エディ・シスコ〈バート・ヤング〉）※テレビ朝日版（DVD収録）
- カンザス・シティ（セルダム・シーン〈ハリー・ベラフォンテ〉）
- ガンマン無頼（シスコ〈ホセ・スアレス〉[195]）
- キャノンボール（アーサー・フォイト〈ジョージ・ファース〉[196]）※テレビ朝日版（エクストリーム・エディションBD収録）
- Q&A（マイケル・ブレナン〈ニック・ノルティ〉）
- 吸血ゾンビ（クライヴ・ハミルトン〈ジョン・カーソン〉[197]）
- 恐怖の報酬（ニーロ〈フランシスコ・ラバル〉）
- 銀河伝説クルール（預言者〈ジョン・ウェルシュ〉）
- キング・オブ・キングス（バラバ〈ハリー・ガーディノ〉）
- キング・コング（フレッド・ウィルソン〈チャールズ・グローディン〉）※テレビ朝日版
- クリープショー2/怨霊（クリープ〈トム・サヴィーニ〉）※テレビ東京版（BD収録）
- クリスマス・キャロル（スクルージ〈パトリック・スチュワート〉）
- クルーゾー警部（アディソン・スティール〈バリー・フォスター〉）
- クレイジー・イン・アラバマ（ミード判事〈ロッド・スタイガー〉[198]）
- クロオビ・キッズ/メガ・マウンテン奪回作戦（慎太郎森〈ヴィクター・ウォン〉）
- 拳銃のバラード（エル・ベドジャ）※テレビ朝日版
- ゴールデン・チャイルド（大僧正〈ヴィクター・ウォン〉）※テレビ朝日版
- 皇帝密使（コチャック〈カール・マック〉）
- ゴルゴ13 九竜の首（1977年、東映 / 嘉倫電影）（ロッキー・ブラウン、ナイトクラブ「東方光」の司会者、読唇術のトリアーノ。取調室の制服警官、エンディングナレーション）
- 殺しが静かにやって来る（ロコ〈クラウス・キンスキー〉）
- サイコキラー（オスカー・オグデン〈リー・メジャース〉）
- サッカー・ドッグ（アンドリーニ）
- 殺人ブルドーザー（ダッチ〈ジェームズ・ウェインライト〉）
- 猿の惑星シリーズ
  - 猿の惑星（ザイアス博士〈モーリス・エヴァンス〉）※フジテレビ版
  - 続・猿の惑星（ウルサス〈ジェームズ・グレゴリー〉）※LD版
- シェーン（ルーフ・ライカー〈エミール・メイヤー〉）※テレビ東京版
- 料理長殿、ご用心（グランビリエ〈ジャン・ロシュフォール〉）
- シェラマドレの決斗（チュイ〈ジョン・サクソン〉）
- ジキル博士はミス・ハイド（イヴ・デュボワ〈ハーヴェイ・ファイアスタイン〉）※ビデオ版
- 地獄のマッドコップ（リプリー〈ウィリアム・スミス〉）※テレビ朝日版（BD収録）
- 史上最大の作戦（ヴェルナー・プルスカット少佐〈ハンス・クリスチャン・ブレヒ〉）※テレビ朝日版
- 七人の愚連隊（ギスボーン〈ピーター・フォーク〉）
- シャーロック・ホームズ（サー・トマス・ロザラム〈ジェームズ・フォックス〉/タナー船長〈クライヴ・ラッセル〉）※テレビ朝日版
- 十二人の怒れる男（陪審員7番〈ジャック・ウォーデン〉）※テレビ朝日版（BD収録）
- 笑撃生放送! ラジオ殺人事件（父親の脚本家〈ロバート・クライン〉）
- ショック療法（ジェローム〈ロベール・イルシェ〉）※フジテレビ版
- 白と黒のナイフ（サム・ランサム〈ロバート・ロッジア〉）
- 新・荒野の用心棒（ローハス〈ウィリアム・ボガート〉）
- シンドバッド黄金の航海（魔術師クーラ〈トム・ベイカー〉）
- シンバッド七回目の航海（黒魔術師ソクラ〈トリン・サッチャー〉）
- スコア（マックス〈マーロン・ブランド〉[199]）
- スパイダー パニック!（ウェイド〈レオン・リッピー〉）※テレビ東京版
- スパイダーマン（ヘンリー・バルカン）
- スペース カウボーイ（タンク・サリバン〈ジェームズ・ガーナー〉[200]）※ソフト版
- スペシャリスト（ジョー・レオン〈ロッド・スタイガー〉）※テレビ朝日版
- 世紀の冤罪 ドミニシ事件（ガストン・ドミニシ〈ミシェル・セロー〉）※NHK-BS2版
- 西部の王者（ウィリアム・F・コディ〈ジョエル・マクリー〉）
- 世界の涯てに（チャイ・ミン〈フォン・ピン〉）
- ゼブラ軍団（ジョンソン中尉/ジョン〈グレン・ワイルダー〉/〈ティモシー・ブラウン〉）
- 戦雲（ビル・リンガ〈スティーブ・マックイーン〉）
- 戦略大作戦[201]（リトルジョー二等兵〈スチュアート・マーゴリン〉）
- 続・夕陽のガンマン（トゥーコ〈イーライ・ウォラック〉[202]）
- ダークエンジェル（マローン警部〈ジム・ヘイニー〉）
- ダーククリスタル（将軍）※NHK-BS版
- 大海賊（ジャクソン将軍〈チャールトン・ヘストン〉）
- タイタンの逆襲（ヘパイストス〈ビル・ナイ〉）
- 太陽がいっぱい（オブライエン〈フランク・ラティモア〉）※テレビ東京版
- ダニー・ケイの牛乳屋（ギャビー〈ウォルター ・エイブル〉[203]）
- ダニエル・スティール/愛の楽園〜追いつめられて〜（ビル〈ロッド・テイラー〉）※テレビ東京版
- 007シリーズ
  - 007 私を愛したスパイ（カール・ストロンバーグ〈クルト・ユルゲンス〉）※TBS2版
  - 007 慰めの報酬（外務・英連邦大臣〈ティム・ピゴット＝スミス〉[204]）※キングレコード版
- チキ・チキ・バン・バン（ボンバースト男爵〈ゲルト・フレーベ〉[205]）※ソフト版
- 父 パードレ・パドローネ（父親〈オメロ・アントヌッティ〉）※NHK版
- 地球最後の日（〈リチャード・デアー〉）※NHK版
- チョコレート（バック・グロトウスキ〈ピーター・ボイル〉）
- 沈黙の陰謀（フランク〈L・Q・ジョーンズ〉）※日本テレビ版
- デイ・アフター 首都水没（レナード〈トム・コートネイ〉[206]）
- デス・プルーフ in グラインドハウス（警官）
- デッドチェイス'90・地獄のハイウェイ（コノバー〈ウィリアム・スミス〉）
- デビル（ジム・ケリー〈ミッチェル・ライアン〉）※日本テレビ版
- トゥモロー・ワールド（ジャスパー・パルマー〈マイケル・ケイン〉[207]）
- ドラグネット 正義一直線（ジェリー・シーザー〈ダブニー・コールマン〉）
- ドラゴン危機一発（マイ〈ハン・インチェ〉）
- ドラゴンスレイヤー（魔術師ウルリク〈ラルフ・リチャードソン〉[208]）
- ドラゴンロード（ロンの父 / ホー〈ティエン・ファン〉[209]）※フジテレビ版（ソフト収録）
- ドラブル（セドリック・ハーパー〈ドナルド・プレザンス〉）
- トランザム7000VS激突パトカー軍団（スノーマン〈ジェリー・リード〉[210]）※テレビ版
- トランスポーター（タルコーニ警部〈フランソワ・ベルレアン〉）※2004年テレビ朝日版
- どんな時も（イワン〈ジョージ・C・スコット〉）
- ナニー・マクフィーと空飛ぶ子ブタ（ミスター・ドカティー）
- ニューヨークの恋人（ミラード叔父〈パクストン・ホワイトヘッド〉）※日本テレビ版
- ノーカントリー（エリス〈バリー・コービン〉）
- ノウイング（レヴレンド・ケスラー〈アラン・ホップグッド〉） - 息子のジョン・ケスラー（ニコラス・ケイジ）役は大塚明夫
- バック・トゥ・ザ・フューチャー PART3（ストリックランド保安官〈ジェームズ・トールカン〉）※日本テレビ版
- バッジ373（スウィート・ウィリアム〈ヘンリー・ダロウ〉）※テレビ朝日版
- バッド・ガールズ（フランク〈ロバート・ロッジア〉）※テレビ朝日版
- バトルクリーク・ブロー（ハーバート・クワン〈マコ岩松〉[211]）
- パンダ物語 ピンピンの大冒険（ワク）
- ビグルス/時空を超えた戦士（ウィリアム・レイモンド〈ピーター・カッシング〉）※テレビ朝日版
- ビッグ・リボウスキ（ザ・ストレンジャー〈サム・エリオット〉）※BD版
- ヒトラー 〜最期の12日間〜（アドルフ・ヒトラー〈ブルーノ・ガンツ〉[212]）
- ビバリーヒルズ・コップ（ジョン・タガート部長刑事〈ジョン・アシュトン〉[213]）※テレビ朝日版
- ビリー・バスゲイト（オットー・バーマン〈スティーヴン・ヒル〉）
- ファンタズムII（トールマン〈アンガス・スクリム〉）
- 不思議の国のアリス(1985)（帽子屋）
- プラネット・テラー in グラインドハウス（アール・マックグロウ〈マイケル・パークス〉、マチェーテ〈ダニー・トレホ〉）
- ブリタニック（バレット船長〈ジョン・リス＝デイヴィス〉）
- プロジェクト・イーグル（アドルフ）※テレビ朝日版
- プロポーズ（ピーター・ユスティノフ）
- 北京の55日（ハリー軍曹〈ジョン・アイアランド〉[214]）
- ベスト・キッド2（サトウ〈ダニー・カメコナ〉）※フジテレビ版．
- 暴力脱獄（刑務所所長〈ストローザー・マーティン〉）※テレビ朝日版
- ほえる犬は噛まない（ピョン警備員〈ピョン・ヒボン〉）
- ポケット一杯の幸福（ジョイ・ボーイ〈ピーター・フォーク〉）
- 星の王子 ニューヨークへ行く（クレオ・マクドゥーウェル〈ジョン・エイモス〉[215]）※テレビ朝日版
- ホステル2（サーシャ）
- ポルターガイスト2（ケイン牧師）
- ホルテンさんのはじめての冒険（トリグヴェ・シッセネール〈エスペン・ションバルグ〉）
- マーヴェリック（ユージーン〈ジェフリー・ルイス〉）※テレビ東京版
- マキシマム・リスク（キーロフ）※テレビ朝日版
- マスターズ/超空の覇者（スケルター〈フランク・ランジェラ〉）※テレビ朝日版
- マッドマックス/サンダードーム（ディールグッド〈エドウィン・ホッジマン〉）※フジテレビ版（BD収録）
- マネー・トレイン（パターソン局長〈ロバート・ブレイク〉）※テレビ朝日版
- まぼろしの市街戦（マルセル〈ミシェル・セロー〉[216]）
- マルキ（ルピノ）
- ミイラの幽霊（メヘメット〈ジョージ・パステル〉）
- Mr.レディMr.マダム2（ブロカ〈マルセル・ボズフィ〉）
- ミスティック・リバー（ジミーの父）
- みんな誰かの愛しい人（エチエンヌ〈ジャン＝ピエール・バクリ〉）
- メタル・ブルー（スティルモア〈スチュアート・マーゴリン〉）
- もういちど愛して（フランシスコ〈ジュリアン・ギオマール〉）※テレビ朝日版
- モビー・ディック（英語版）（ブーマー〈ビル・ハンター（英語版）〉）
- 野郎どもと女たち（ネイサン・デトロイト〈フランク・シナトラ〉[217]）
- ヤング・シャーロック/ピラミッドの謎（ワックスフラッター教授〈ナイジェル・ストック〉）※テレビ朝日版
- ヤング・ゼネレーション（デイヴのパパ〈ポール・ドゥーリイ〉）
- ヤングマスター 師弟出馬（師範〈ティエン・ファン〉[218]）※フジテレビ版（ソフト収録）
- 夕陽のガンマン（グロッギー〈ルイジ・ピスティッリ〉[219]）※テレビ朝日版
- 四銃士（ポルトス〈フランク・フィンレー〉）
- 乱気流/タービュランス（アルド・ハインズ警部補〈ヘクター・エリゾンド〉[220]）※ソフト版
- 隣人（ゴードン〈E・G・マーシャル〉）※テレビ東京版
- ル・ブレ（サダム〈ジャン・ベンギーギ〉）
- ローマの休日（床屋）
- ロックアウト（ワーノック大統領〈ピーター・ハドソン〉）
- ワールド・ウォーZ[221]（艦長〈デヴィッド・アンドリューズ〉）
- ワンス・アポン・ア・タイム・イン・アメリカ（チキン・ジョー〈リチャード・ブライト〉）※テレビ朝日版

#### ドラマ
- アウター・リミッツ（ステファン・グレーヴ）
- 悪魔の手ざわり #15（デヴィッド・アーリントン・ザック）
- アメリカン・ヒーロー（デブロー〈ジェレミー・ケンプ〉）
- アルフ（トレバー・オクモニック〈ジョン・ラモッタ〉）
- ER緊急救命室（酒屋のイワン 他）
- イ・サン（英祖〈ヨンジョ〉）〈イ・スンジェ〉）
- いたずら天使
- ウィーン諜報網（ジェイク・ウェブスター〈ロバート・コンラッド〉）
- 宇宙船XL-5（マシュウ・マット・マティック教授）※英の人形劇
- 王女の男（キム・ジョンソ〈イ・スンジェ〉）※NHK版
- 俺がハマーだ![222] シーズン1 #6（ラルフ・スイッチョ）
- 華麗なるペテン師たち 脅迫（ヴィクター・メイヤー〈デイヴィッド・コールダー〉）
- コンバット!
- 騎馬警官（ロバート・フレイザー）
- クリミナル・マインド9 FBI行動分析課（デイモン・ミラー〈トム・バウアー〉）
- 刑事コジャック シーズン1 #19（アルバート・ダンジック）
- こちらブルームーン探偵社 シーズン1 #2（バーテンダー〈トニー・バートン〉）
- ザ・ホスピタル（院長）
- 三国志 赤壁の戦い レッド・クリフのすべて（中国中央電視台製作・再編集DVD版）（曹操）
- ジェシカおばさんの事件簿(35話）
- シャーロック・ホームズの冒険（サイラス・ブラウン［銀星号事件］、ジューゼッペ・ジョルジアーノ［赤い輪］）
- シャイニング（ジャックの父）[注 2]
- じゃじゃ馬億万長者（ドライスデール）
- 将軍 SHŌGUN（フェリエラ船長）
- 新アウターリミッツ「エイリアン創造計画」（ポスト将軍〈ダンカン・フレイザー〉）、「バランス」（グレッグ・マシスン〈ハーヴ・プレスネル〉）
- 新・刑事コロンボシリーズ
  - 華麗なる罠（ホーレス・シャーウィン医師〈ポール・バーク〉）
  - 死を呼ぶジグソー（モー・ワインバーグ〈バート・ヤング〉）
- スタートレック
- 新スタートレック（第25話 サヴァー提督）
- スパイ大作戦
  - #1.07 選挙戦にアタック！（トレズ署長）
  - #1.17 シンジケートをばらせ（アル・スーチェック）
  - #1.23 偽造フィルムを暴露せよ（ミクロス〈J・D・キャノン〉）
  - #1.26 甘きマイクロ回路（ポールヤ）
  - #2.01 未亡人は二度生まれる（マーク・ウォルターズ）
  - #2.08 偽造紙幣マシン（ウォルター・ダボリー〈ブロック・ピーターズ〉）
  - #2.16 第二の防衛配置図（ミクロス・チアノー大尉）
  - #2.18 ストレート・フラッシュ（ヴィクター・トーマー）
  - #2.24 鉄条網とリンチ（クラウス〈ポール・ウィンフィールド〉）
  - #3.02 奇跡のカムバック（前・後編）（リッチー・レイモン）
  - #3.11 一千万ドル強奪事件（レイモンド・バレット〈ジェンキンス〉）
  - #3.12 スパイ交換作戦（ジョセフ・ストロム〈ジョン・ヴァーノン〉）
  - #4.03,4.04 麻薬B-230（前・後編）（ロークナー）
  - #4.06 自爆（カルロス・マテオ少佐〈シド・ヘイグ〉）
  - #4.17 小型謀略工作員（ラファーエル）
  - #4.24 死の監房（ジガロ）
  - #5.03 大量殺戮兵器（バザン）
  - #5.06 殺しのセンター（アーネスト）
  - #5.12 知りすぎた娘（カルロス）
  - #5.13 銃殺（フレデリコ）
  - #5.18 革命の黒幕（クリンガー）
  - #5.19 死体は一切関知しない（ラモーン）
  - #6.11 巨大シンジケートをたたきつぶせ！（グレンジャー）
- 新スパイ大作戦
  - #1.01 ザ・キラー（アルフレッド・チェンバース）
  - #2.08 ネオナチの恐怖（リチャード・ケスター）
- 0011ナポレオン・ソロ 第9話 第18話、（第21話 ヴァーナー） （第42話フレディ）（第46話 L. C. カーソン〈ジョー・マンテル〉）（第55話 ケントン博士）（第72話 アバカ大統領）（第79話 クローラー〈アルフレッド・ライダー〉）
- 0088/ワイルド・ウエスト（アーティマス・ゴードン〈ロス・マーティン〉）
- DALLAS/スキャンダラス・シティ（2012年版　JR〈ラリー・ハグマン〉）[注 3]
- 地上最強の美女たち!チャーリーズ・エンジェル
  - シーズン1 #21（ハリー・ディナ〈フランク・ゴーシン〉）
  - シーズン2 #17（レスター・ブラウン）
  - シーズン3 #9（ドク・ハリス）
- 地上最強の美女バイオニック・ジェミー シーズン1 #9（解説者）
- チャームド 〜魔女3姉妹〜シーズン3・4・8（ソール〈魔王〉）
- デスパレートな妻たち シーズン2（第9・10話 プルーディ）
- 電撃スパイ作戦（第3話 マックス・ケーラー〈ヴラディク・シェイバル〉）、（第7話 ウェスタマン〈パトリック・アレン〉）、#20（皇太子〈ジェレミー・ブレット〉）
- 特捜刑事マイアミ・バイス シーズン1 #10（ルポ・ラミレス〈バート・ヤング〉）
- ドクタークイン 大西部の女医物語（108話・145話）
- 特攻ギャリソン・ゴリラ #10（デスティン〈フランク・ゴーシン〉）
- ナイトライダー
  - シーズン2（第6話　ジョージ・バース警部補〈ジャック・スターレット〉）
  - シーズン2（第21話 フランク・サンダーソン〈スチュアート・ホイットマン〉）
  - シーズン3（第3話　ジム・コートニー（愛称：ジンボ）〈クリフ・オズモンド〉)
- 馬医（コ・ジュマン〈イ・スンジェ〉）※NHK版
- 怪鳥人間バットマン（ペンギン〈バージェス・メレディス〉）※フジテレビ版
- パパ
- 遥かなる西部（アンソニー・ザーブ）
- プロテクター電光石火
  - 伯爵夫人危機一髪（グラント）
  - たかが子犬一匹で（フェリックス・コスタ）
- 弁護士ペリー・メイスン「白い捜査線」
- 保安官ニコルス（ケッチャム〈ジョン・ベック〉）
- マイ・ビッグ・ファット・ライフ! #7（コンスタンチン・クリスタコス）
- マッコイと野郎ども（ロスコー・リー・ブラウン）
- ミステリーゾーン3 #18「死人の靴」（ダゲッド〈リチャード・デヴォン〉）
- 名探偵ポワロ ※すべてNHK版
  - 夢（ベネディクト・ファーリー）
  - 猟人荘の怪事件（ハリントン・ペイス）
  - ポワロのクリスマス（シメオン・リー[223]）
- 名探偵モンクSeason1 #11（ウィリー・ネルソン）
- ラット・パトロール
  - シーズン1 #4（シュヴァイガー大佐）、#28（ロストフ大尉）
  - シーズン2 #12（ロンジェ大尉）
- ローハイド
  - シーズン4・5（クレイ・フォレスター）
  - シーズン8（第11話 ウィチタ・キッド）

#### アニメ
- イウォーク物語（ログレイ）※VHS版
- スター・ウォーズ ドロイドの大冒険（ニルズ・ヨム）※VHS版
- スーパースリー（絵描きドロボー / キングアメーバ）
- チキチキマシン猛レース／スカイキッドブラック魔王（ブラック魔王）[35]
  - チキチキマシン猛レース!（「導師にみちびかれて」「クリスマスの大バトル」のみ）※ライブラリ出演、大塚明夫とダブルキャスト
- ディズニー作品
  - イカボードとトード氏
  - ピーター・パン（フック船長[224]）
  - ピノキオ（ストロンボリ）
  - トイ・ストーリーシリーズ（ハム[225]）
    - トイ・ストーリー
    - トイ・ストーリー2
    - トイ・ストーリー3
    - スペース・レンジャー バズ・ライトイヤー 帝王ザーグを倒せ!
    - ハワイアン・バケーション
    - ニセものバズがやって来た
    - レックスはお風呂の王様

  - ふしぎの国のアリス（チェシャ猫）
  - ムーランシリーズ（ファ・ズー）
    - ムーラン[226]
    - ムーラン2

  - きつねと猟犬シリーズ（エイモス・スレイド）
    - きつねと猟犬[227]
    - きつねと猟犬2 トッドとコッパーの大冒険

  - オリビアちゃんの大冒険（フィジット[228]）
  - コルドロン（クリーパー）
  - チップとデールの大作戦（ウエスクラー）
  - ラマになった王様シリーズ（パピー）
    - ラマになった王様2 クロンクのノリノリ大作戦[229]
    - ラマだった王様 学校へ行こう!

  - ワンス・アポン・ア・スタジオ -100年の思い出-[230]（ストロンボリ）※ライブラリ出演
- トムとジェリーキッズ（族長）
- ビートルズのイエロー・サブマリン（青鬼の首領）
- ミクロ決死隊（ミスター・ネンリキ）
- ベニーの冒険旅行（英語版）（D.J.）

#### 人形劇
- 海底大戦争 スティングレイ 恐怖の魚雷（ジョーダン大尉）
- サンダーバード
  - 恐怖のモノレール（ハリー・マロイ）
  - すばらしいクリスマス・プレゼント（強盗ストレイカー）
- ロンドン指令X スパイ脱獄（サー・ハンフリー）

### ラジオ
- 音楽のおくりもの 音楽詩劇 御者パエトーン（NHK 1965年7月26日）
- ある愛の物語（TBSラジオ）
- 土曜でジャンプ（TBSラジオ）
- ゲゲゲの鬼太郎（連続ラジオドラマ）
- 家族ホテル（ラジオドラマ　青春アドベンチャー）
- ゲゲゲの鬼太郎のオールナイトニッポン
- ドラマ 蝶の道（TBSラジオ 1987年12月6日）（中川）
- 花の慶次（豊臣秀吉）（2012年）
- 文化放送『ラジオは落語を超えられるか?! 〜ラジオ生放送ドラマ「芝浜」』（ナレーション）（2006年12月15日）
- メロン〜ムーンライト・セレナーデ〜（ラジオドラマ）
- ゆうきまさみ文化学院 鉄腕バーディー（出門兇三郎）
- 文化放送 青山二丁目劇場
  - 「忠臣ぐらっ 〜 星野金右衛門の場合」（棟梁・熊五郎）
  - 「ネズミ経」（朗読）
  - 「佐武と市 捕物控」（佐平次）
  - 「怪傑!シルバー窃盗団」（成瀬辰夫）
  - 「下駄の一生」(長老下駄)
  - 「全てはクリスマスの為に」（よっちゃん）
- 「脱獄山脈」（岩田政吉）（ラジオドラマアドベンチャーロード）
- 『黒後家蜘蛛の会』（ジェイムズ・ドレイク）（ラジオドラマ〈NHK 第一放送〉）
- サントリー・サタデー・ウェイティング・バー（ラジオドラマ、vol.100 大塚明夫と出演）[49]

### ナレーション
- 日立 世界・ふしぎ発見!
- ドキュメンタリー人間劇場 百歳の恋心 新内・岡本文弥の艶（テレビ東京1994年11月2日）
- サイエンスミステリー それは運命か奇跡か!?〜DNAが解き明かす人間の真実と愛〜（第5回）
- サイエンススペシャル 人類と食のミステリー 〜それでも食べずにいられない!!〜
- ザ・ドキュメンタリー「祖国62年目の壁」（テレビ東京）
- SMAPの中間管理職・稲垣＆草彅コンビ初MC「1位じゃなくっていいじゃない」（テレビ東京、2015年1月25日）※遺作[27]

### 人形劇
- おかあさんといっしょ ゴロンタ劇場（ゴロンタの声）
- こどもにんぎょう劇場「赤ずきん」（狼）
- ピコピコポン（NHK教育）（ガルガリ博士）
- ひょっこりひょうたん島（ラッキートーナス、国際警察長官）
  - ひょっこりひょうたん島（リメイク版）（元長官）

### CM
- 旭松食品 「生みそずい」（出演）（1984年）
- NTT「カエルコール」キャンペーン（出演）
- 呉工業 KURE 5-56（ナレーション）（1996年）
- セゾンカード（ナレーション）（2008年）
- ソニー・エリクソン SO702i（携帯電話）（ナレーション）
- 日立エレベーター（出演、別のバージョンではエレベーターの声）
- 日立製作所 「美写文」（ファクシミリ）（出演）
- 日立パーソナルテレフォン「ボンジュール」（出演）
- 日本コカ・コーラ ウーロン茶 煌（ファン）（ナレーション）
- スーパーマリオランド2 6つの金貨（ワリオ）
- スーパーマリオランド3 ワリオランド（ワリオ[231]）
- ニューファミコン・ワリオの森（ワリオ）
- マンダム（チャールズブロンソンの吹き替え）（ナレーション）
- ロックマン7 宿命の対決!（Dr.ワイリー）
- YKK　ハイサッシ「崖から落とす実験」（1969年）
- ワリオランド3 不思議なオルゴール（ワリオ）
- ワリオワールド（ワリオ）
- ワリオランドアドバンス ヨーキのお宝（ワリオ）
- 怪盗ワリオ・ザ・セブン（ワリオ）
- ワリオランドシェイク（ワリオ）

### 書籍
- 僕らを育てた声 大塚周夫編（アンド・ナウの会）

### その他
- 東京ディズニーリゾート
  - 東京ディズニーランド
    - アトラクション
      - 『カントリーベア・シアター』（バフ）
      - 『ピノキオの冒険旅行』（ストロンボリ）
      - 『ロジャーラビットのカートゥーンスピン』（ベニー・ザ・キャブ）

    - ショー
      - 『トイ・ストーリー・ファン・パーティ』（ハム）

  - 東京ディズニーシー
    - アトラクション
      - 『トイ・ストーリー・マニア!』（ハム）
- ディズニー・オン・アイス（ハム、フック船長 他）
- ルパン三世 パイロットフィルム（TV版）（銭形警部）
- 戦場のヴァルキュリアDVD発売記念イベント（2009年9月13日）（イベント）
- 原画と朗読で綴るサイボーグ009の世界（2009年10月11日）（朗読劇）（ギルモア博士）
- ブラック魔王とケンケン（チキチキマシン猛レースの歌）[35]
- スカイキッドブラック魔王（同タイトルの歌）
- ANIMAX 創ったヒト（ゲスト出演）
- 斉藤由貴ビデオ作品「漂流姫」（1987年 ポニーキャニオン）
- SANKYO「CRフィーバースター・ウォーズ ダース・ベイダー降臨」（クワイ＝ガン・ジン、ドゥークー伯爵）
- NHKハイビジョン特集「鬼太郎 幸せ探しの旅〜100年後の遠野物語〜」（ねずみ男の声、NHK衛星第2テレビジョン）